# 三角縁神獣鏡

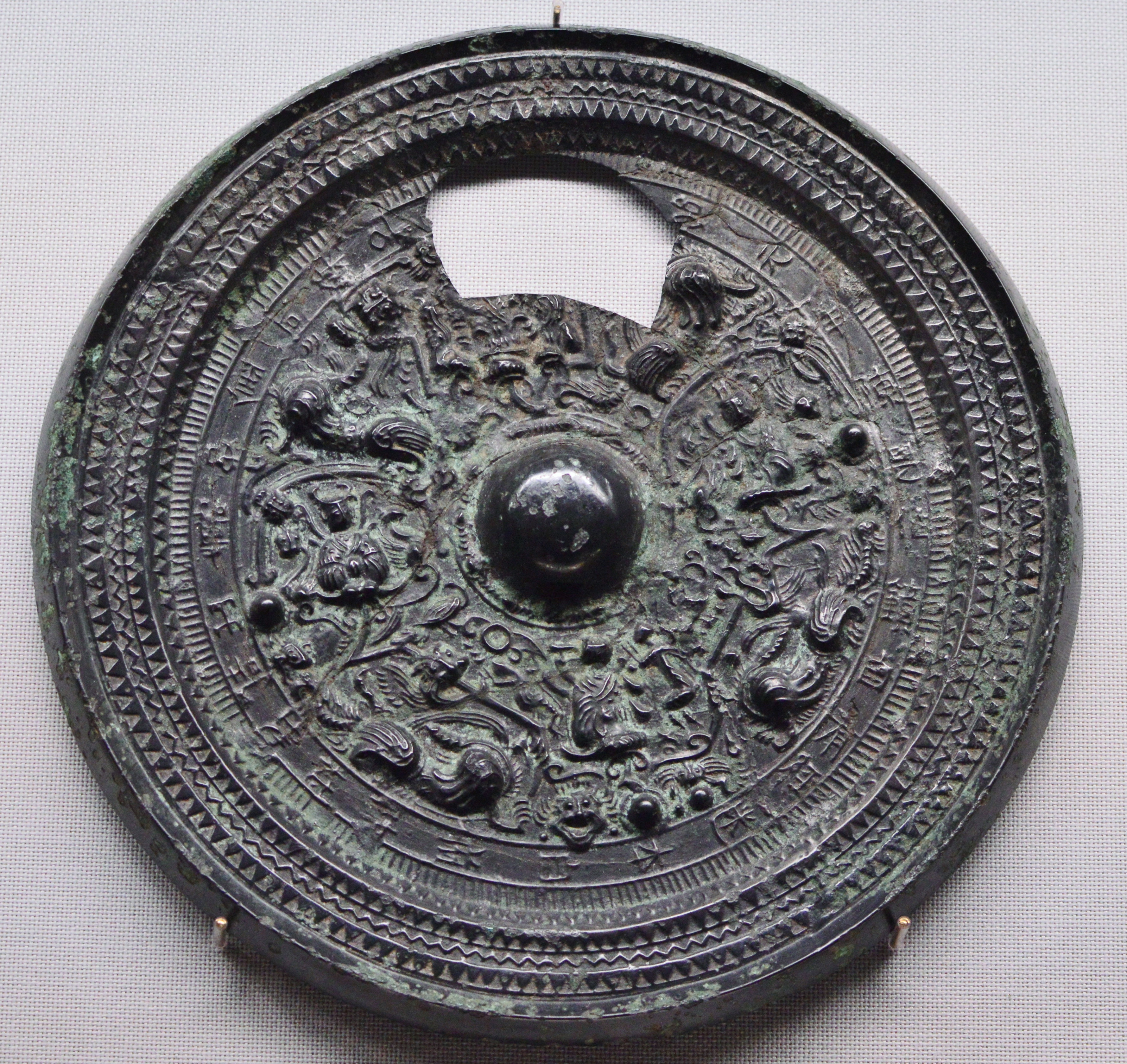
三角縁同向式神獣鏡 「□始元年」（正始元年）在銘 群馬県高崎市蟹沢古墳出土 東京国立博物館蔵 重要文化財

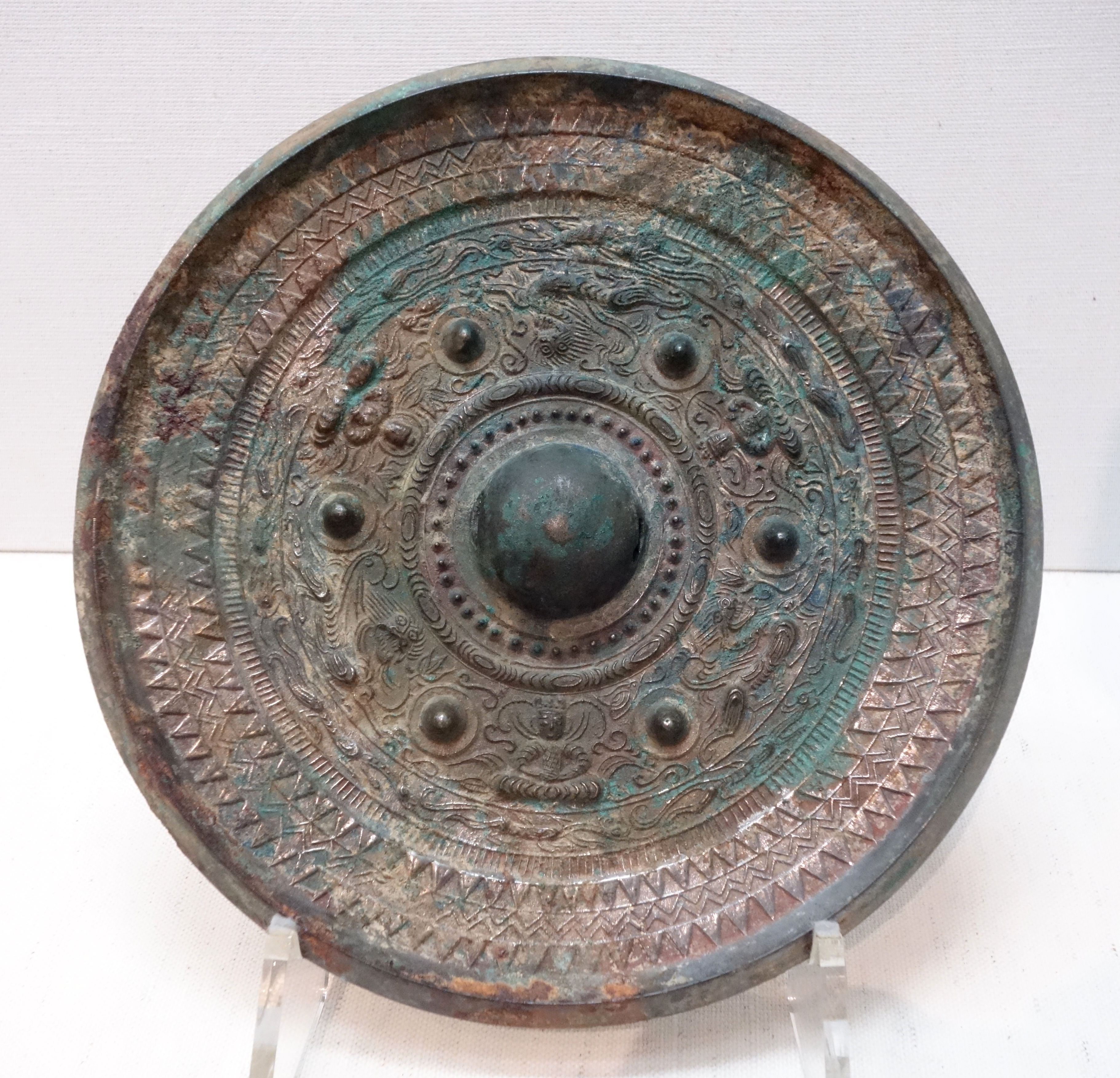
三角縁三神三獣鏡（三仏三獣鏡） 奈良県広陵町・新山古墳出土 宮内庁蔵（東京国立博物館展示）

三角縁神獣鏡（さんかくえんしんじゅうきょう、さんかくぶちしんじゅうきょう）は、銅鏡の形式の一種で、縁部の断面形状が三角形状となった大型神獣鏡。

## 概要
銅鏡はこれまでに弥生時代中期後半の遺跡から古墳時代の墳墓に至るまでおよそ4000面以上が発掘され、このうち三角縁神獣鏡に分類される銅鏡は330面を越えて日本で出土した鏡の中では最も数が多いが、出土状況や出土分布を正確に把握した資料は少ない。
日本の古墳時代前期の古墳から多く発掘され、面径は平均20センチメートル程度。鏡背に神獣（神像と霊獣）が鋳出され、中国、魏の年号を銘文中に含むものは2点発掘されている。
縁が三角になっている理由としては、ほとんどが凸面鏡であるため三角縁にすると構造上作りやすいため、あるいは、神聖な場所を囲む瑞垣をまねた、などの説がある。中国では神獣鏡でない三角縁の銅鏡が2世紀 - 3世紀の時代に紹興近辺で出土した例しかなく、朝鮮半島においても三角縁神獣鏡の出土はまったくない。
日本で三角縁神獣鏡があらわれる前の3世紀前葉には、神獣鏡類の画文帯神獣鏡と呼ばれる中国鏡が畿内を中心に出土している。これらの図画意匠を鏡裏に施した銅鏡を「画像鏡」というが、日本へもたらされた画文帯神獣鏡などの画像鏡の意匠を巧妙に変更して国内で量産したもの、という説がある。
三角縁神獣鏡の研究は1990年代以降に加速度的に数を増す一方で論点も膨大になり、それぞれの見解について誤解や齟齬が生まれ、また卑弥呼や邪馬台国論と安易かつ煽情的に結び付けられ、マスコミを巻きこんで混乱を極めている状況である。ゆえに基本的事項についても多数の説があり意見の一致をみていない。

## 三角縁神獣鏡の特徴

### 定義

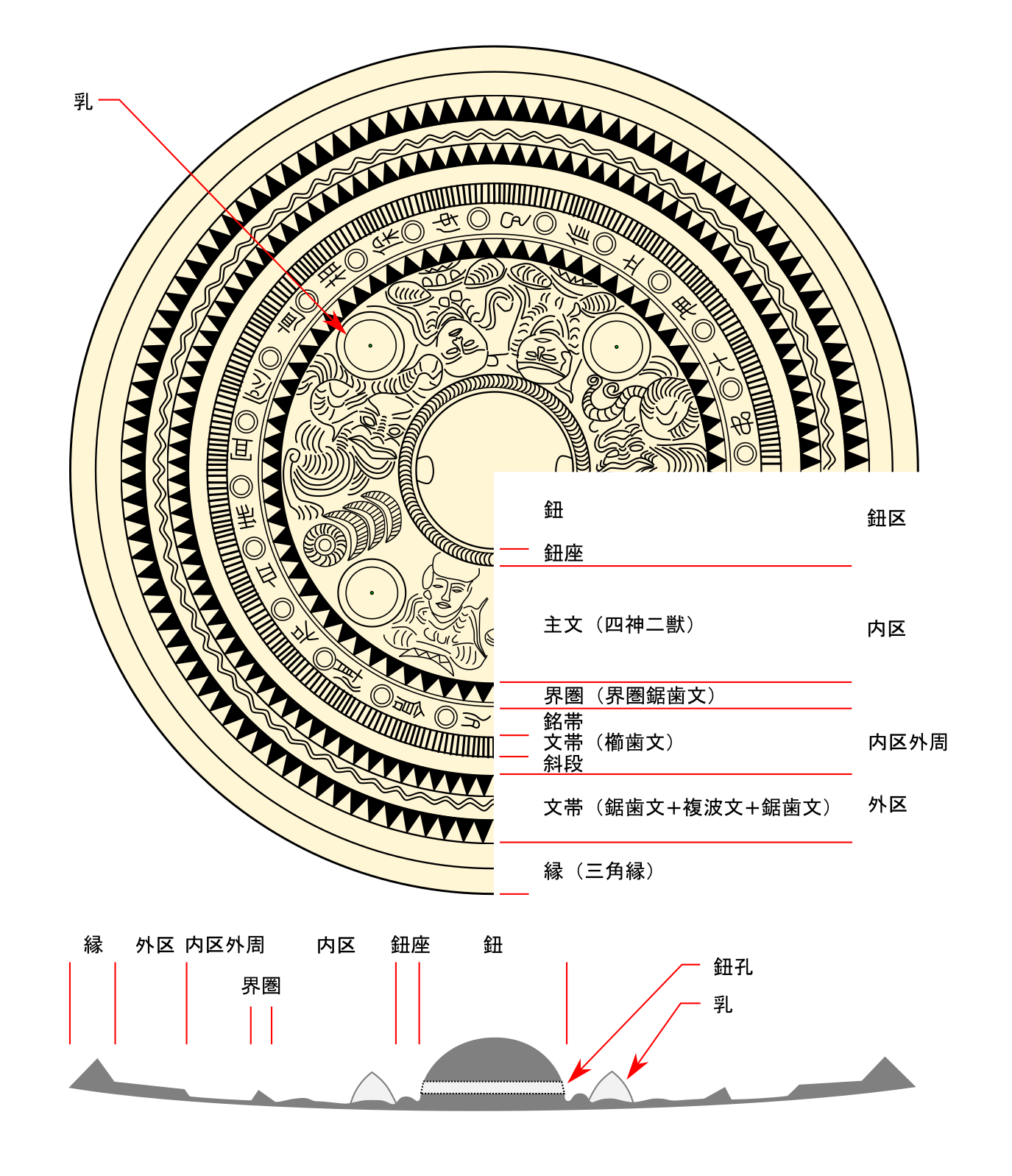
三角縁神獣鏡の部分名称

三角縁神獣鏡を定義することは難しいが、樋口隆康は以下の6条件を備えた鏡とする。
- 径20センチメートルを超える大型品が多い。
- 縁の断面が三角形。
- 外区は鋸歯文（きょしもん）帯・複線波文（ふくせんはもん）帯・鋸歯文帯からなる。
- 内区外周に、銘帯・獣帯・唐草文帯・波文帯・鋸歯文帯・半円方形帯のいずれかが配される。
- 内区主文区には4ないし6個の小乳（円錐もしくは半球状の突起）により等間隔に区分され、その間に神像と瑞獣を求心もしくは同方向に配置する。
- 銘帯に施される銘文は七字句数種と四字句一種がある。

以上を満たすものを中国製あるいは舶載製を称する。
一方でこれに属さない仿製（日本列島での模作）とされる鏡もあり、富岡謙蔵は以下の4つの判断基準を挙げている。
- 文様がぼんやりして、時に簡略化や無意味になってしまっている
- 文様が本来の意味を失っている
- 銘文が文字を欠いたり記号的に扱われている
- 周縁に鈴を取り付けるもの

以上を三角縁神獣鏡と総称し、2010年時点で中国製は約430面、仿製は約130面を数え、同時代の遺物としては、土器などの日用品を除くと際立って数が多いといえる。ただしこれらの定義にも異論は多く、定義が異なれば当然数も異なってくることに注意が必要である。たとえば森浩一は龍虎を描いた三角縁盤龍鏡を三角縁神獣鏡に含めることを批判している。
なお、名称は後藤守一が三角縁式神獣鏡とし、その後梅原末治が三角縁神獣鏡と称したことが一般化した。

### 鏡背の特徴
鏡背に描かれる文様は神仙世界を表すとされるが、必ずしもその世界観を深く理解して描かれたと思えないものもある。三角縁神獣鏡は内区外周と内区の文様を基準に個別の名称がつけられる。たとえば銘帯に「吾作」から始まる銘文があり内区に4つの神仙像と2つの聖獣が描かれている場合、「（三角縁）吾作四神二獣鏡」と呼ばれる。
外区
「鋸歯文-複線波文-鋸歯文」の3帯構成が基本であるが、複線波文が単線波文に変わるのものや斜段に鋸歯文を配するものもある。また最外周に突線がまわるものもあるが、突線の有無が系譜を示唆するという研究もある。斜段を経て薄くなった部分は内区外周と呼ばれる。ここには銘帯・獣文帯・唐草文帯（雲文帯）・複線波文帯・櫛歯文帯・画文帯・珠文帯・半円方形文帯などが配置される。内区外周に文様を配するのは魏鏡の特徴とされる。
銘文は四言句と七言句が多く、これ以外に方格内に「天王日月」「君冝高官」などの短句を繰り返すものがある。銘文について樋口は大別20銘式、細別27銘式に分類した。銘文の内容は神仙に関するものだが、他の神獣鏡にみられない独自の銘文とされる。この点について「音韻が稚拙」「継ぎ接ぎだらけ」として国産説の根拠とされているが、魏晋鏡の特徴となる語句が散見されるとする研究者もいる。また仿製とされる鏡の銘文には左右反転文字が見られ、漢字を理解しない日本の工人によるものとする説がある。
界圏
内区外周と内区の堺には界圏がまわる。断面は直角三角形で、内区外周側面は無紋であることが多いが、内区側面には原則として鋸歯文が施される。また界圏が無く、代わりに圏線をまわすものもある。
内区
内区は4ないし6つの乳で均等に区切られ、各区画は神仙・聖獣・脇侍・車馬・笠松などの文様で充填される。図像配置は同一方向（上方）に揃える「同向式」と、中央を指向する「求心式」に大別され、細かく分類すると20種以上に分類される。乳や乳座の形状にはバリエーションがある。
描かれる神仙は不明なものも多いが、西王母・東王父・王喬（王子喬）・赤松子は可能性が指摘されている。西王母は『山海経』からみえる神仙で、元々両性具有であったが、後に東王父が分裂したとされる。この2つの神仙が好んで使用されるのは後漢後半の鏡で、陰陽を整える役割を担っていたとされる。西王母と東王父は銘文から同定されている。王喬と赤松子は代表的な仙人である。他の神獣鏡で西王母や東王父の侍仙として描かれる例があり、三角縁神獣鏡でも両脇侍が王喬と赤松子である可能性が指摘されているが、銘文に名称はない。これ以外に結跏趺坐で禅定印を結び、肉髻を有する人物について仏像とする説もある。聖獣には、口を開いて駆ける走獣と、鈕に胴体を潜ませ頭と四肢を突き出した盤龍がある。銘文からは龍、清龍、虎、白虎、天鹿、朱鳥、玄武、神守などの多彩な名称が確認できる。このほかの文様として傘松（笠松）文と博山炉がある。傘松文（三角縁神獣鏡の部分名称図の8時位置）については黄幡とする説もあったが、銘文から節（せつ・使者が帯びる器物）とする説のほか、日本独自の文様としたうえで国産説の根拠とする研究もある。博山炉は博山（仙山）をかたどった香炉で漢代以降に流行した器物である。
鈕
鈕は装飾が無いのが普通であるが、断面の形状などで分類されている。なお一例のみ蟾蜍（カエル）鈕がある。鈕には紐を通す鈕孔があるが、鈕孔の断面は長方形が多い。長方形の鈕孔は呉鏡に見られない特徴とする説もある。また鈕孔を研磨していない事例や真土（鋳型につかう粘土）が残っている事例があり、非実用の葬具とする説の根拠となっている。

### その他の特徴
- 畿内を中心に広い範囲から出土
- 主に古墳時代前期の古墳から出土
- 同笵鏡（同じ鋳型もしくは原型から作成された鏡）が多い
- 早くから中国製という説が唱えられたが、中国に出土例がない

また、三角縁神獣鏡の研究を通じて以下の事象を解明する可能性がある。
- 古墳時代の物流
- 古代国家形成と政治的背景
- 古墳築造の実年代
- 仏教伝来の実年代
- 古代東アジア社会との交流
- 中国の器物生産論・思想論

とくに卑弥呼との関連性（後述）が指摘されるため、大変な注目がこの鏡に集まっている。

## 主な研究
本節では三角縁神獣鏡の研究史について主な研究を記述する。（）内はその説が提唱されたおおよその年代を示す。
富岡謙蔵（1920年）は三角縁神獣鏡は魏鏡であるという説を唱える。以降邪馬台国近畿説と結びつく形で、いわゆる卑弥呼の鏡として取り上げられるようになる。小林行雄（1976年）はいわゆる同笵鏡論と伝世鏡論によってこれを補強し、舶載鏡と仿製の分類研究を進めた。同時期に西田守夫（1972年）や近藤喬一（1973年）の研究により舶載鏡の系譜が中国の神獣鏡にあり、仿製鏡は舶載鏡の新しい段階であることが示された。多方で2020年に至っても中国での確実な出土例がなく、森浩一（1962年）などから早くから中国製説に疑問が呈されている。一方で中国から出土しない点について田中琢（1985年）は日本列島向けの「特鋳説」を唱えた。
一方で生産地は諸説があるものの、その文様の系譜が中国にある事には研究者に異論はない。王仲殊（1980年代）は呉からの渡来人によって日本国内で生産されたという説を提唱した。根拠となったのは神獣鏡が江南地域を中心に出土している事などである。邪馬台国九州説論者の奥野正男（1982年）は、中国の過去の発掘資料を検証した結果、三角縁神獣鏡にある「傘松形図形」(幢幡紋)が中国出土鏡にはないことを明らかにし、神獣鏡が古墳時代に日本国内で制作された模造品であるという説を唱えた（ただし田中琢は、呉の重列式神獣鏡に稀れではあるが類似の意匠が見られること（西田守夫の指摘）をもとに、奥野説に反対している）。また1986年に「景初四年（実在しない年号）」銘の盤龍鏡が出土し、問題が複雑化する。この点について中国製説を唱える近藤喬（1988年）は、誤記あるいは製作地が洛陽でなかったとの説を唱えた。
1990年代には製作技法に注目が集まる。福永伸哉（1991年）は鈕孔について長方形で一段高い位置に設置される特徴は三角縁神獣鏡と漢鏡の3世紀代に限定されるという説や、外周突線が華北東部から渤海湾沿岸の魏晋鏡に限定的にみられる特徴とする説を唱える。また同じころに魏鏡の研究が進み、福永と森下章司（2000年）は魏晋鏡（方格規矩鏡）と松林山古墳出土の三角縁神獣鏡の銘文が同一であることを指摘し、上野祥史（2000年）は華北東部でも神獣鏡が製作されていた事を明らかにした。
他方で舶載鏡と仿製鏡の違いを製作地に求める説に異議が呈されるようになる。車崎正彦（1999年）は文様の特徴から仿製鏡も中国製であるとし、舶載鏡は魏鏡、仿製鏡は西晋鏡であるという説を唱える。また清水康二（2015年）は鋳型の傷を観察し、舶載鏡と仿製鏡に共通する傷があることから同じ工人と笵によって製作されたもので、全て中国製もしくは全て日本製のいずれかという説を唱えた。
1989年以降には型式学的な分類と編年が進み、大まかに3から5段階ずつ変遷する説が認められている。ただし製作期間には2つの説があり、車崎（1999年）が唱える短期編年説（舶載鏡を魏鏡とし、その製作期間を20年程度とする）と、森下（1998年）や福永（1994年）が唱える長期編年説（三角縁神獣鏡と古墳の築造時期の変遷が対応するなどの理由で、舶載鏡の製作期間を50年程度とする）がある。
1980年以降に科学的な研究も進む。馬淵久夫と平尾良光（1982年）は鉛同位体比分析により、前漢鏡と後漢鏡の鉛の産地が異なる事と日本の倭製鏡も後漢鏡と同じ鉛であることを明らかにした。三角縁神獣鏡も広い意味で後漢鏡と共通点がみられるが、データにばらつきがある事から中国製と倭製の両説が提起されている。泉屋博古館（2004年）はスプリング8による微量元素の計測により魏晋鏡と同じ原料で製作された可能性を示した。一方で舶載鏡と仿製鏡のデータにも違いがみられるとする研究もあるが、サンプル数が少なく製作地の違いという共通理解には至っていない。また原材料の産地と製作地が同一とは限らない事から科学的な研究では製作地は限定できないとされる。

## 卑弥呼の鏡説
邪馬台国の所在地論争については諸説紛々としているが、邪馬台国にまつわる物証が発見されれば結論が出ると考えられている。物証とは、「卑弥呼の墓」や魏が下賜した「親魏倭王の金印」、そして「銅鏡100枚」などである。この鏡（いわゆる卑弥呼の鏡）は三角縁神獣鏡であるとする説が、主に邪馬台国近畿説 を支持する研究者によって唱えられている。
この説の根拠としては
- 卑弥呼が魏に使節を派遣した『景初三年』（魏の年号・239年）を記した銘文[28]
- 『銅は徐州から出、師（職人）は洛陽から出る』という銘文[29]
- 魏の鏡と共通する特徴がある[30]
- 成分分析によって鉛の成分が魏鏡に似る[31]

などがある。
一方でこれに否定的な意見は概ね三角縁神獣鏡を「国産である」「卑弥呼の時代より新しい」「鏡の価値が低い」とし、その根拠としては
- 中国から一枚も発見されていない[32]
- 『景初四年』（240年?）という実在しない年号を記した銘文[33]
- 100枚を大きく超える数[34]
- 成分分析によって銅の産地は神尾銅山と推定[35]
- 黒塚古墳の発掘状況からみて三角縁神獣鏡は粗雑に扱われている[36]
- 鏡の多くは4世紀の古墳から出土[37]
- 銘文が稚拙[38]
- 呉の鏡と共通する特徴がある[32]

これらの論拠に対し互いに反論を重ねており、結論は出ていない。

## 紀年銘をもつ三角縁神獣鏡
三角縁神獣鏡のうち、銘文中に魏の年号が記された鏡が4面ある。島根県雲南市加茂町大字神原・神原神社古墳出土の「景初三年」鏡、群馬県高崎市柴崎町蟹沢・蟹沢古墳、兵庫県豊岡市森尾字市尾・森尾古墳、山口県周南市竹島御家老屋敷古墳の3古墳から出土した同型の「正始元年」鏡3面である。これらの鏡4面は、すべて文様の神像と獣形像が同じ方向に並ぶ同向式である。
「景初三年」鏡（239年）
景初三年陳是作鏡自有経述本是京師杜□□出吏人□□□（位）□（至）三公母人？之保子宜孫寿如金石
「正始元年」鏡（240年）
□始元年陳是作鏡自有経述本自州師杜地命出寿如金石保子宜孫
（以下は参考として三角縁神獣鏡以外の紀年銘鏡を記す）
「景初四年」鏡（240年）
景初四年五月丙午之日陳是作鏡吏人△之位至三公母人△之保子宜孫寿如金石兮
- 広峯15号墳出土の斜縁盤龍鏡
（景初は三年で終わっているため、議論の的になっている。前述）
「青龍三年」鏡（235年）
青龍三年顔氏作竟成文章左龍右虎辟不詳朱爵玄武順陰陽八子九孫治中央寿如金石宜侯王
- 安満宮山古墳出土の方格規矩神獣鏡

## 同笵鏡について
三角縁神獣鏡の特徴として同じ文様の鏡が非常に多く存在し、また時に離れた地域から出土することが挙げられる。こうした特徴から古代国家政治論や流通経済論などが論じられてきた。
同じ文様の鏡群を鋳造する方法については諸説ある。
- 同笵法 - 元となる鋳型（笵）を繰り返し使用する方法。
- 同型法 - 元となる鋳型から原型を作成し、原型から複数の鋳型をコピーする方法。鋳型は使い捨てになる。
- 同型法（蝋型） - 元となる鋳型から複数の蝋型を作成し、複数の鋳型をコピーする方法。蝋型、鋳型は使い捨てになる。
- 踏み返し法 - 元となる鋳型から原型を作成し、原型から第二鋳型をコピーして第二原型を作り、、、を繰り返す方法。すなわち完成品を原型としてコピーを続ける。

これらの方法で完成した鏡は鋳造方法により呼称が異なるが、本項では便宜的に同笵鏡で統一する。
同笵鏡の製造法については、繰り返し使用される鋳型には笵傷が生じ笵傷は成長するという説や、鋳造時の金属の収縮により完成品は原型より小さくなる説、収縮による鏡面の反り説、あるいは複数の鋳造実験などから検証が試みられたが、定説には至っていない。
同笵鏡の研究について、従来は実物の観察や拓本、写真などを用いて目視で行われてきたが、1998年から橿原考古学研究所で三次元デジタルアーカイブの作成が始まった。これらの詳細な観察により、以前は銅鏡を使用したことによる摩耗や鋳型の損耗、および傷ついた鋳型を補修した跡などと考えられてきた同笵鏡の細かな差異のいくつかが、それらでは説明できないほどの違いであるとする説もある。
同笵鏡の一例として大阪府の万年山古墳から出土した鏡を中心に、同笵鏡が出土した場所について下記にまとめる。なお表の作成にあたって三角縁神獣鏡研究事典の資料「三角物神獣鏡目録」「三角縁神獣鏡出土地名表」「同笵（型）鏡分有図」「三角縁神獣鏡銘文一覧」を参照した。
| 同笵鏡番号 | 同笵鏡鏡名                   | 銘文                                                                                 | 面径 (cm) | 同笵鏡出土遺跡       | 同笵鏡面径 | 特記事項                                      |
| ---------- | ---------------------------- | ------------------------------------------------------------------------------------ | --------- | -------------------- | ---------- | --------------------------------------------- |
| 3          | 波文帯盤龍鏡                 |                                                                                      | 22.0      | 兵庫・吉島古墳       | 22.3       |                                               |
| 3          | 波文帯盤龍鏡                 | 奈良・池ノ内5号墳                                                                    | 22.0      | 22.1                 |            |                                               |
| 3          | 波文帯盤龍鏡                 | 群馬・頼母子古墳                                                                     | 22.0      | 21.7                 |            |                                               |
| 19         | 吾作四神四獣鏡               | 吾作明竟甚大工東 上有王喬以赤松東 師子天鹿其粦龍東 天下名好世無雙東                  | 19.9      | 福岡・豊前石塚山古墳 | 19.9       | 重要文化財（豊前国京都郡石塚山古墳出土品）    |
| 19         | 吾作四神四獣鏡               | 吾作明竟甚大工東 上有王喬以赤松東 師子天鹿其粦龍東 天下名好世無雙東                  | 19.9      | 広島・中小田1号墳    | 20.1       |                                               |
| 19         | 吾作四神四獣鏡               | 吾作明竟甚大工東 上有王喬以赤松東 師子天鹿其粦龍東 天下名好世無雙東                  | 19.9      | 兵庫・西求女塚古墳   | 19.9       | 重要文化財（兵庫県西求女塚古墳出土品）        |
| 19         | 吾作四神四獣鏡               | 吾作明竟甚大工東 上有王喬以赤松東 師子天鹿其粦龍東 天下名好世無雙東                  | 19.9      | 京都・椿井大塚山古墳 | 19.8       | 重要文化財（京都府椿井大塚山古墳出土品）・2面 |
| 19         | 吾作四神四獣鏡               | 吾作明竟甚大工東 上有王喬以赤松東 師子天鹿其粦龍東 天下名好世無雙東                  | 19.9      | 奈良・黒塚古墳       | 20.0       | 重要文化財（奈良県黒塚古墳出土品）            |
| ＊         | 陳是作六神四獣鏡             | 陳是作竟甚大好幽 上有戯守及龍乕魚 身有文章口銜巨魚 古有聖人東王父魚 渇飲玉湶飢食棗幽 | 22.0      | 福岡・妙法寺2号墳    | 21.9       |                                               |
| 41         | 日月日日・唐草文帯四神四獣鏡 | 日月日日                                                                             | 21.9      | 静岡・経塚古墳       | 22.0       |                                               |
| 64         | 君・宜・官・獣文帯三神三獣鏡 | 君冝高＊                                                                             | 22.1      | 奈良・佐味田宝塚古墳 | 22.1       | 重要文化財（奈良県佐味田宝塚古墳出土品）      |
| 67         | 獣文帯三神三獣鏡             |                                                                                      | 23.3      | 香川・蓮尺茶臼山古墳 | 23.2       |                                               |

## 画像

三角縁神獣鏡
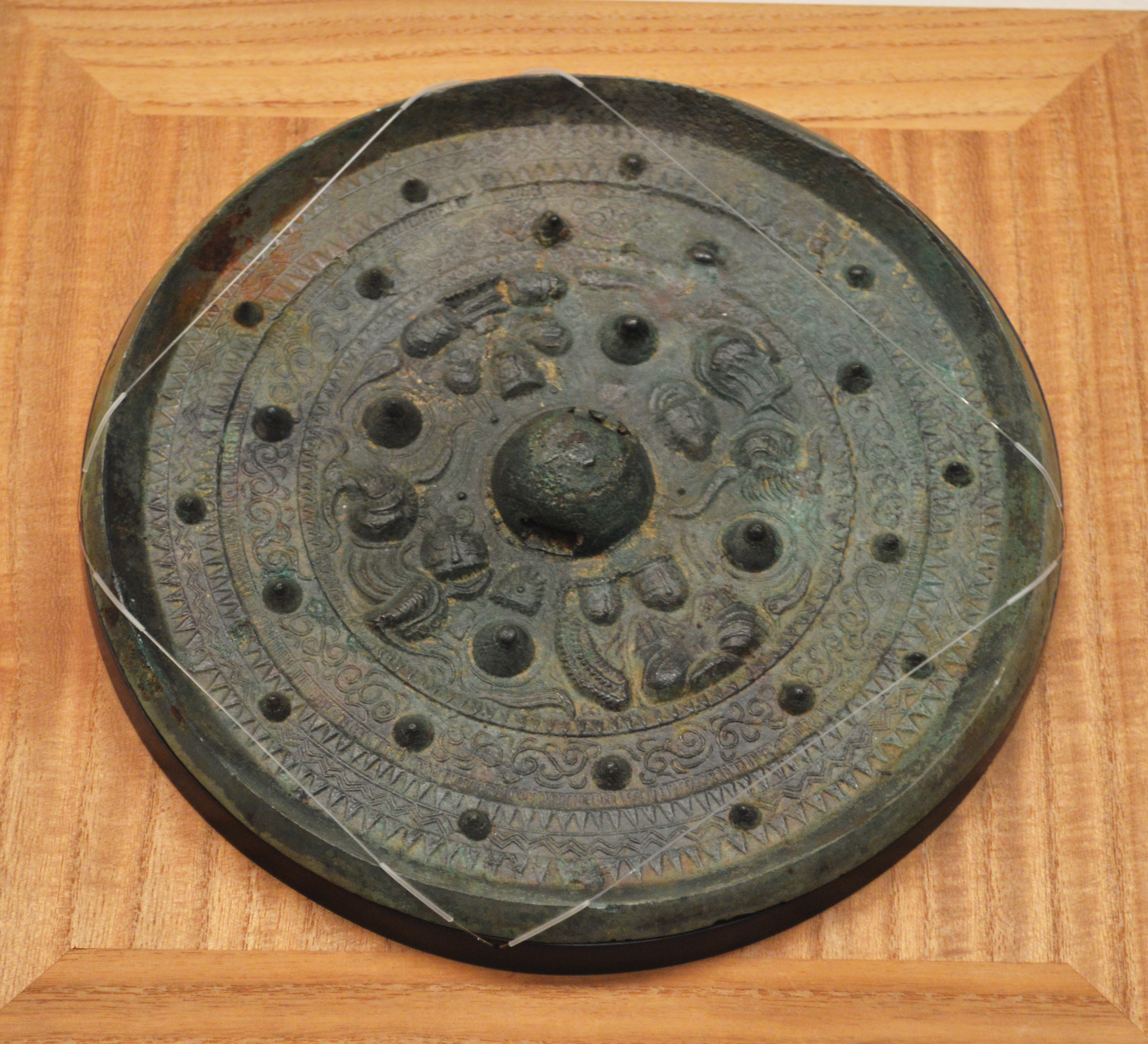
三角縁三神二獣鏡 福島県会津若松市会津大塚山古墳出土、福島県立博物館蔵（重要文化財）。
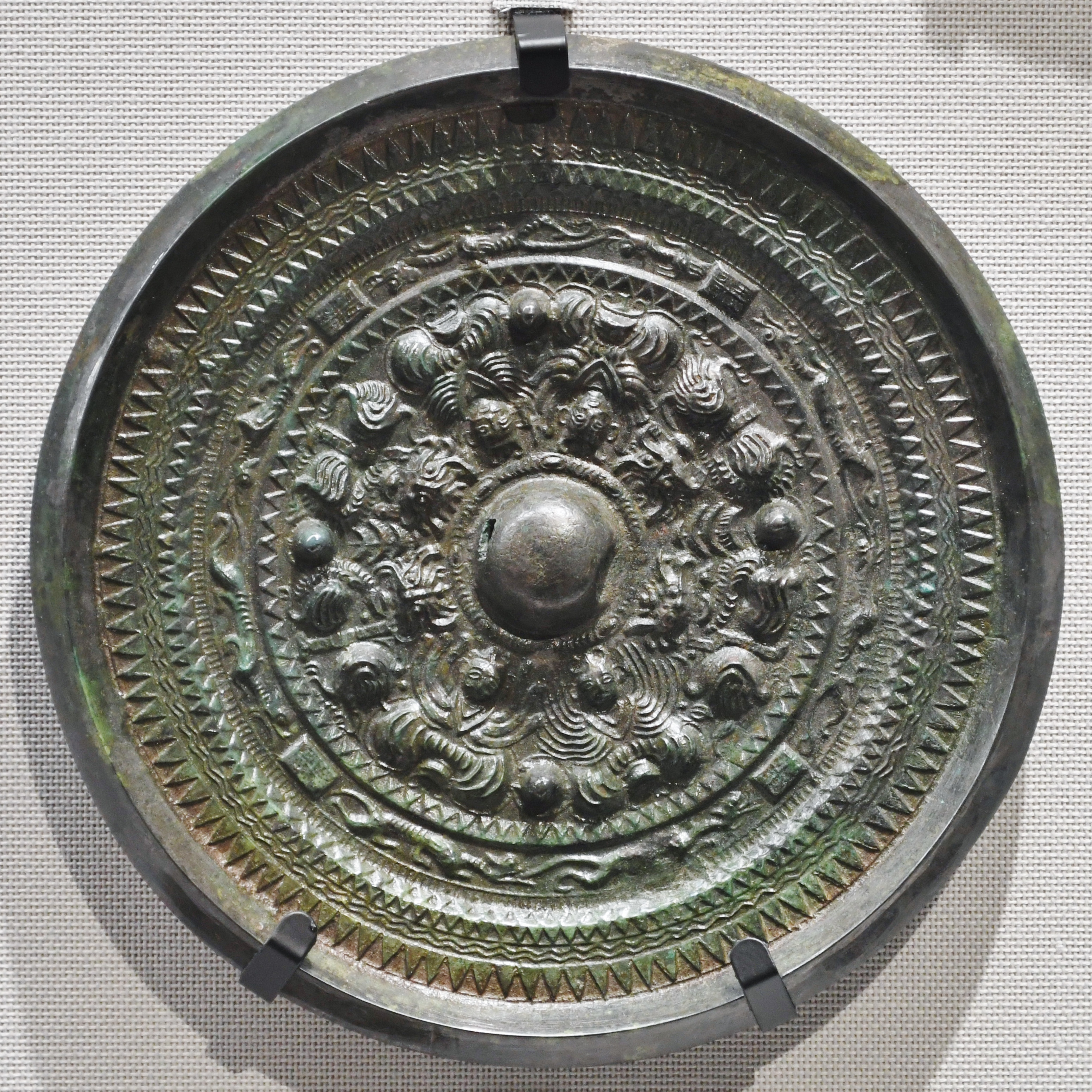
三角縁四神四獣鏡 群馬県前橋市前橋天神山古墳出土、東京国立博物館蔵（重要文化財）[注釈 7]。
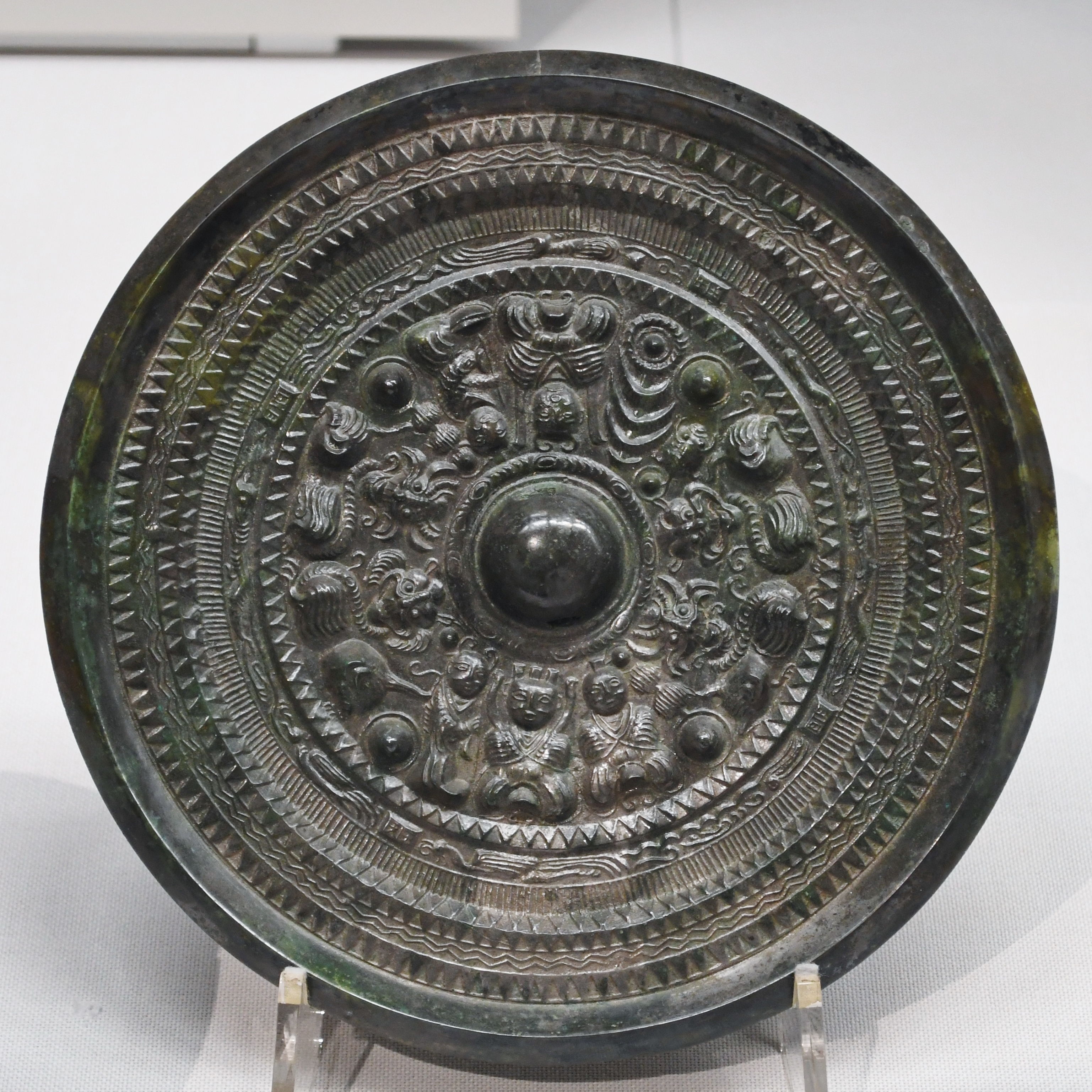
三角縁五神四獣鏡 群馬県前橋市前橋天神山古墳出土、東京国立博物館蔵（重要文化財）。
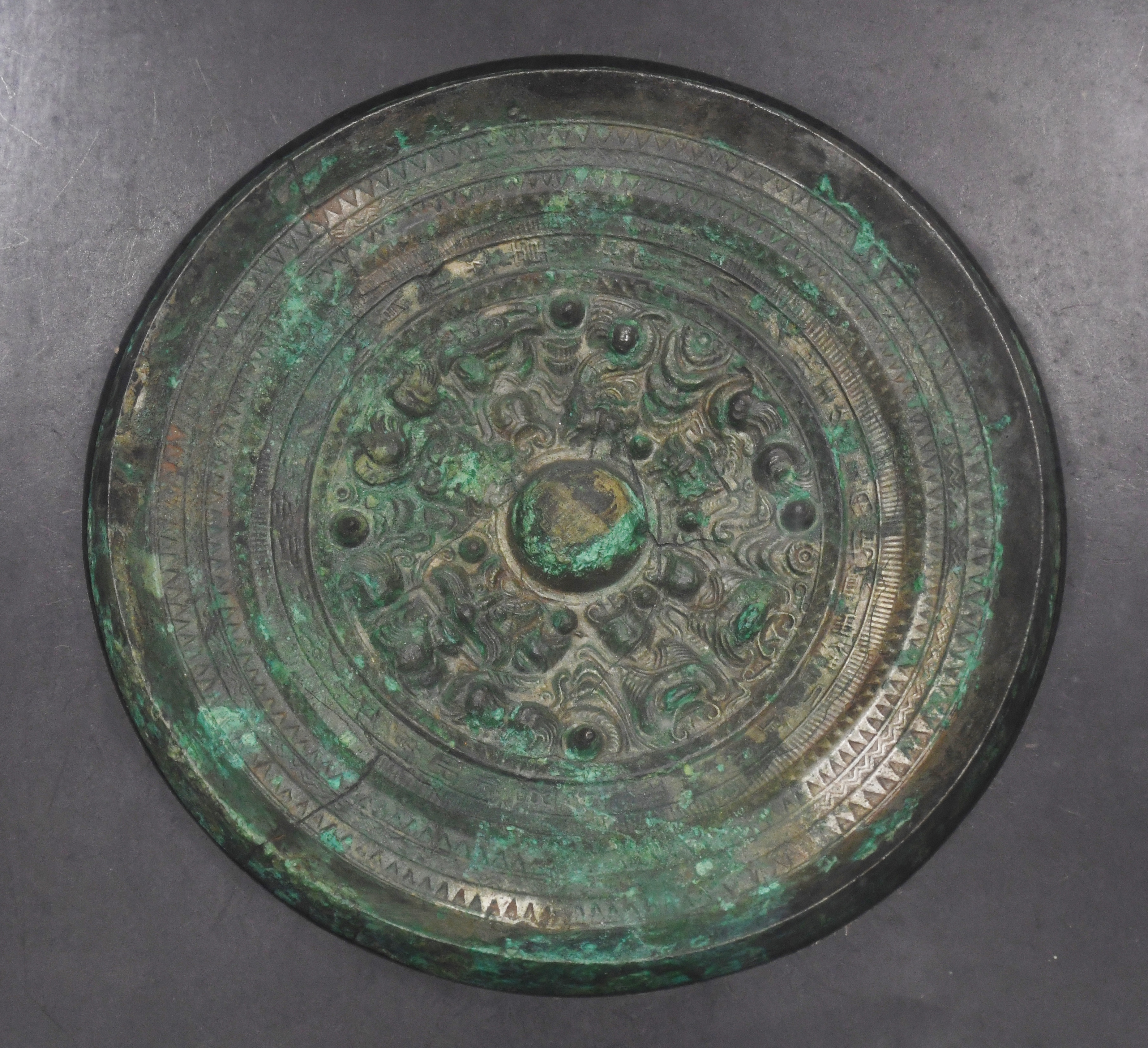
三角縁三神五獣鏡（複製） 千葉県香取市城山1号墳出土、香取市文化財保存館蔵。
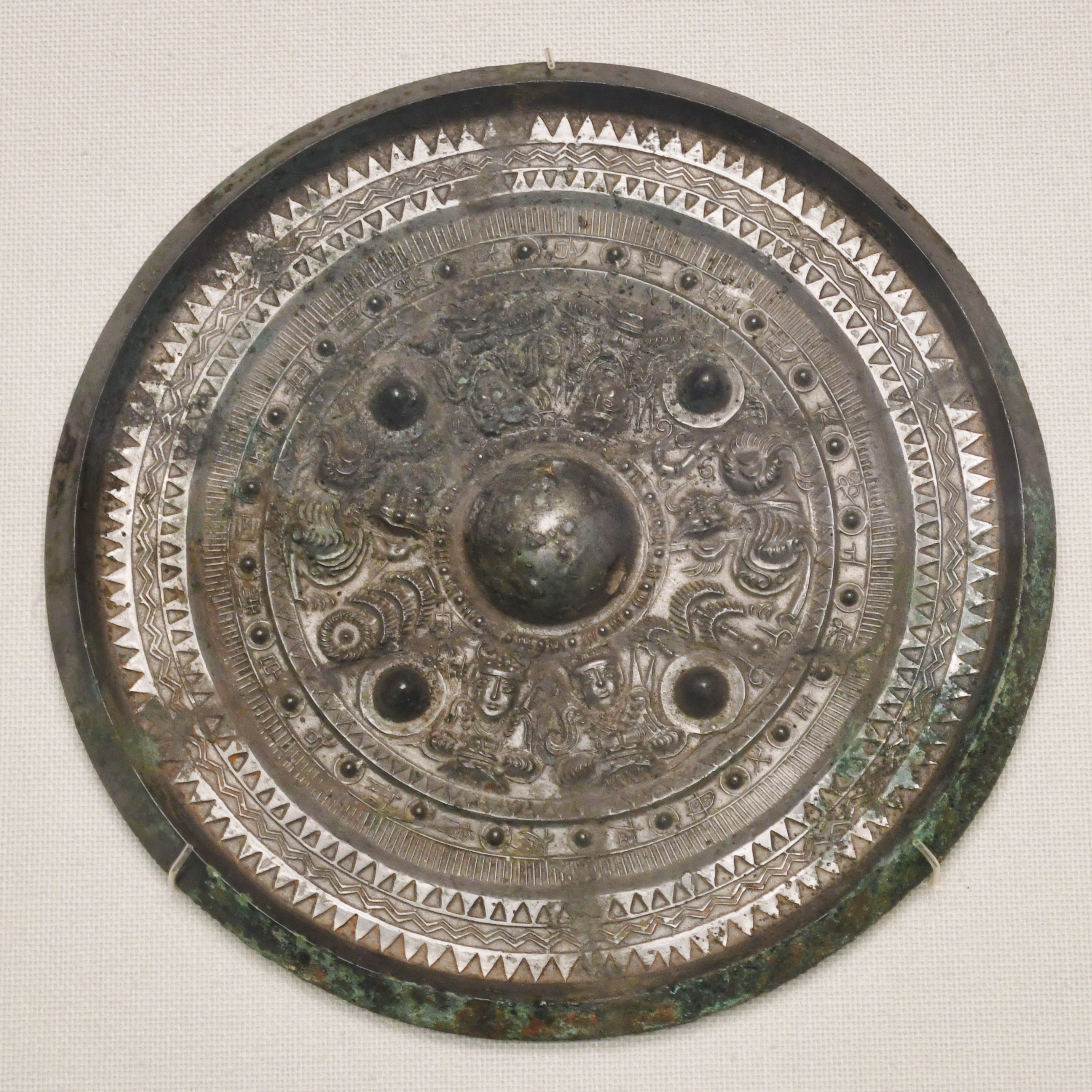
三角縁四神二獣鏡 神奈川県平塚市真土大塚山古墳出土、東京国立博物館蔵。
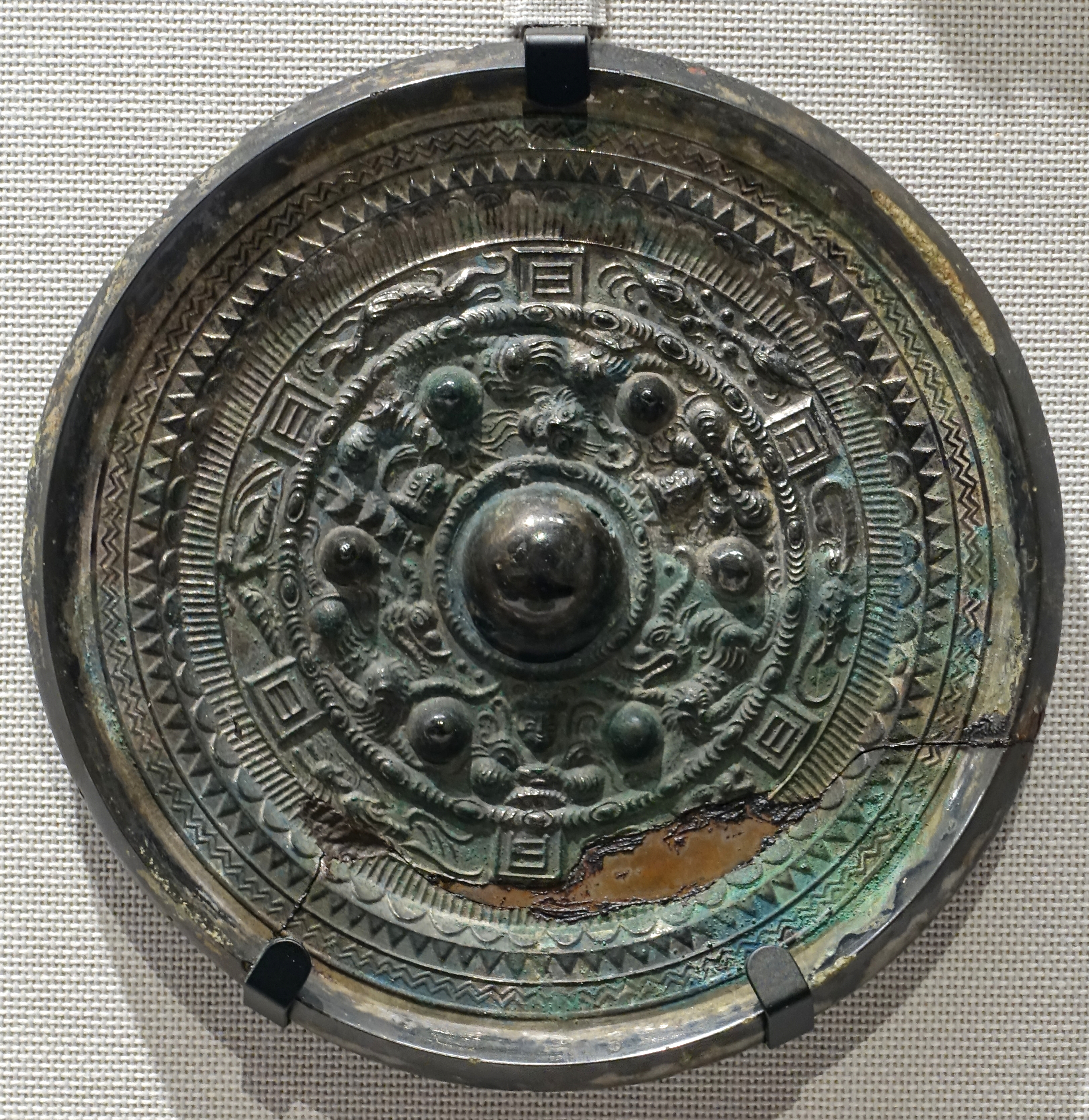
三角縁三神三獣鏡 岐阜県岐阜市坂尻1号墳出土、東京国立博物館蔵。
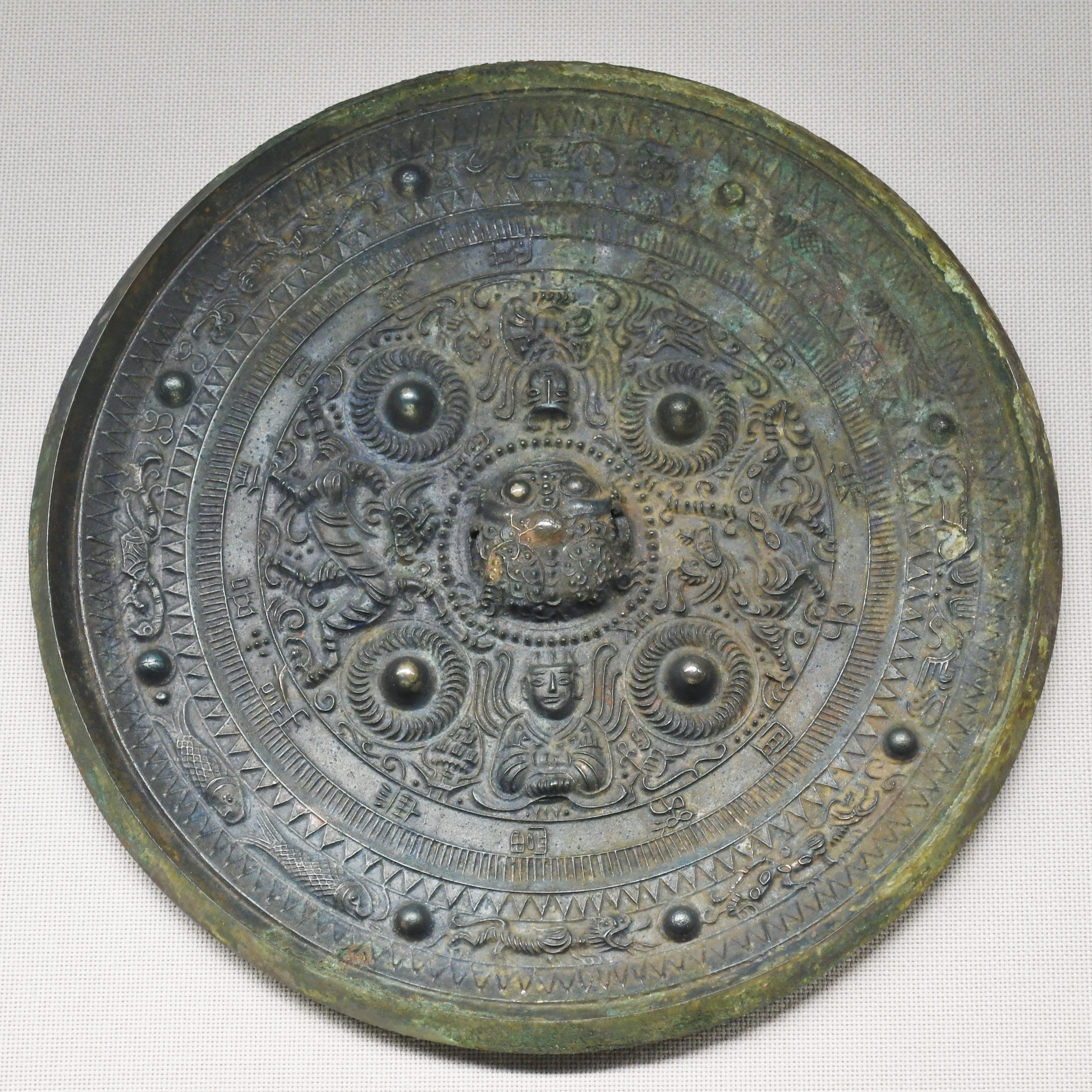
三角縁二神二獣鏡 静岡県磐田市松林山古墳出土、東京国立博物館蔵。
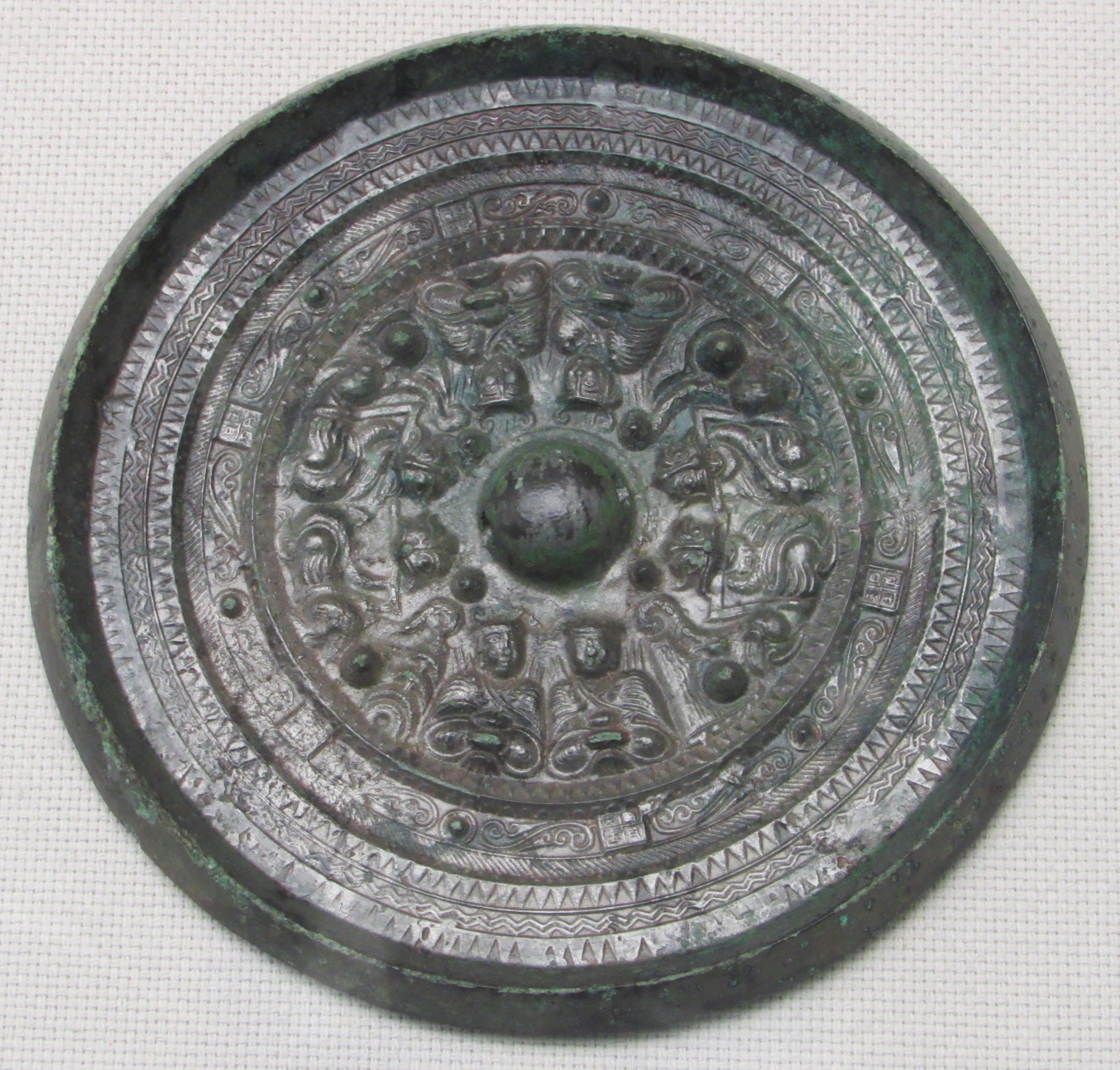
三角縁四神四獣鏡 静岡県浜松市赤門上古墳出土、浜松市博物館蔵。
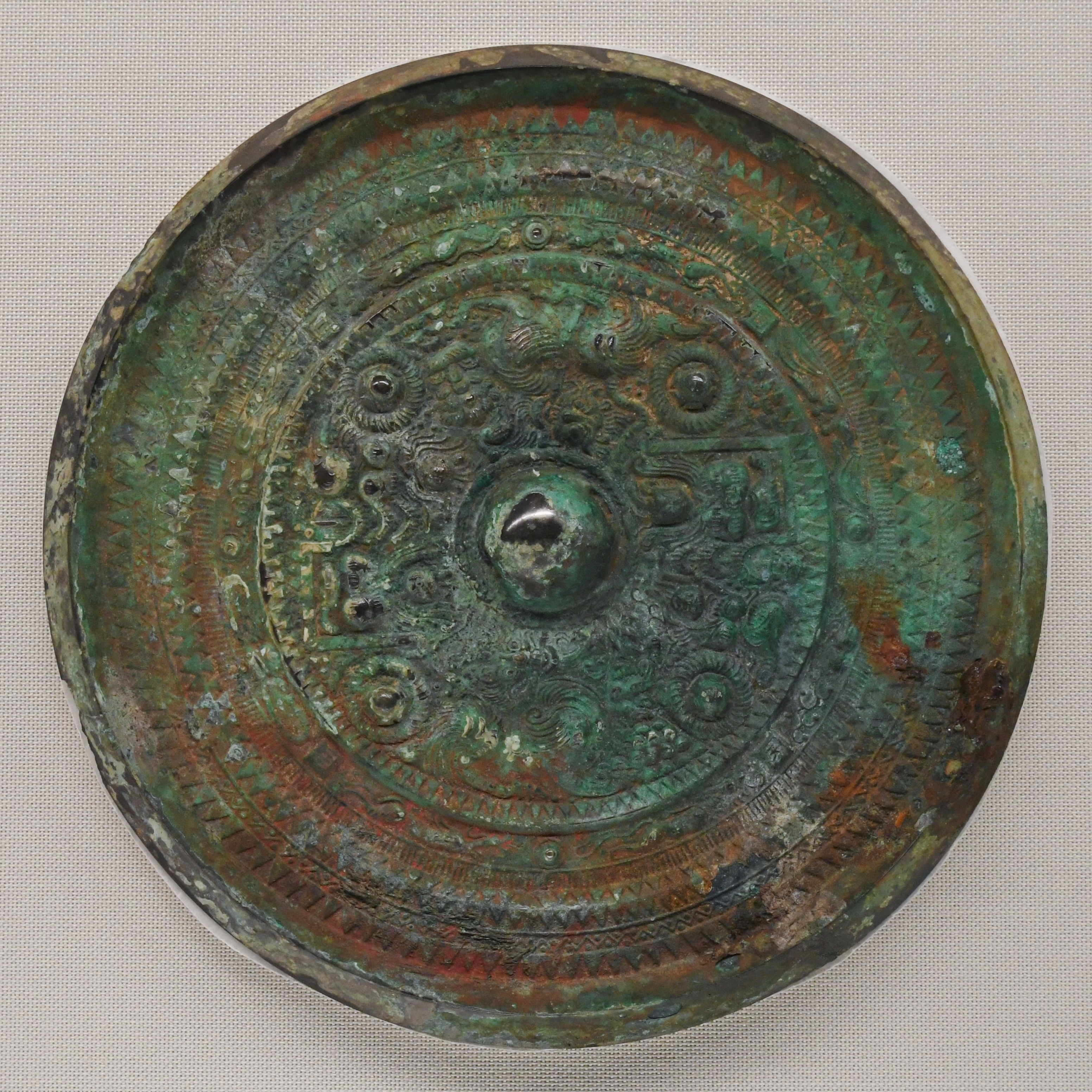
三角縁四神二獣鏡 伝三重県桑名市出土、MOA美術館蔵（重要文化財）。
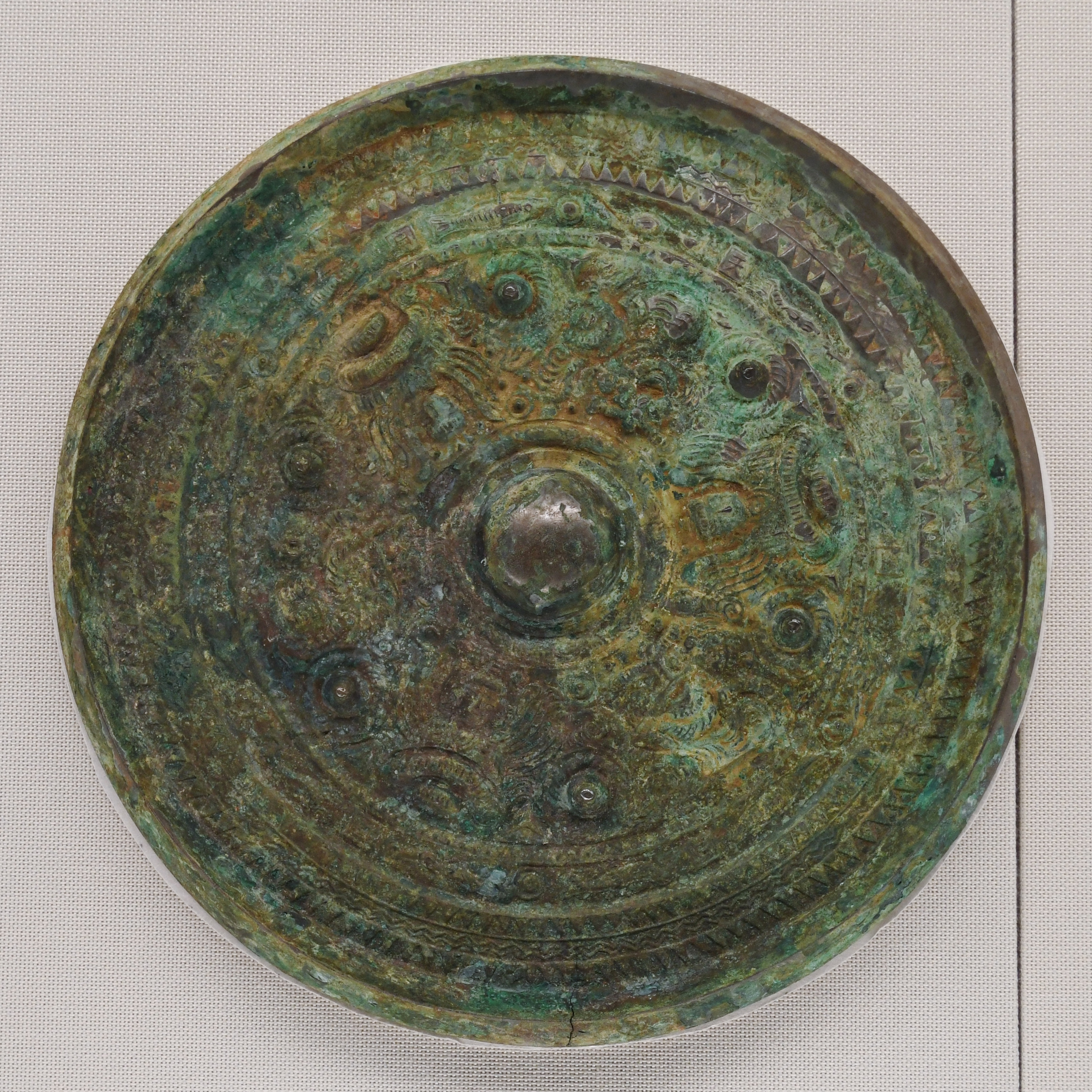
三角縁三神三獣鏡 伝三重県桑名市出土、MOA美術館蔵（重要文化財）。
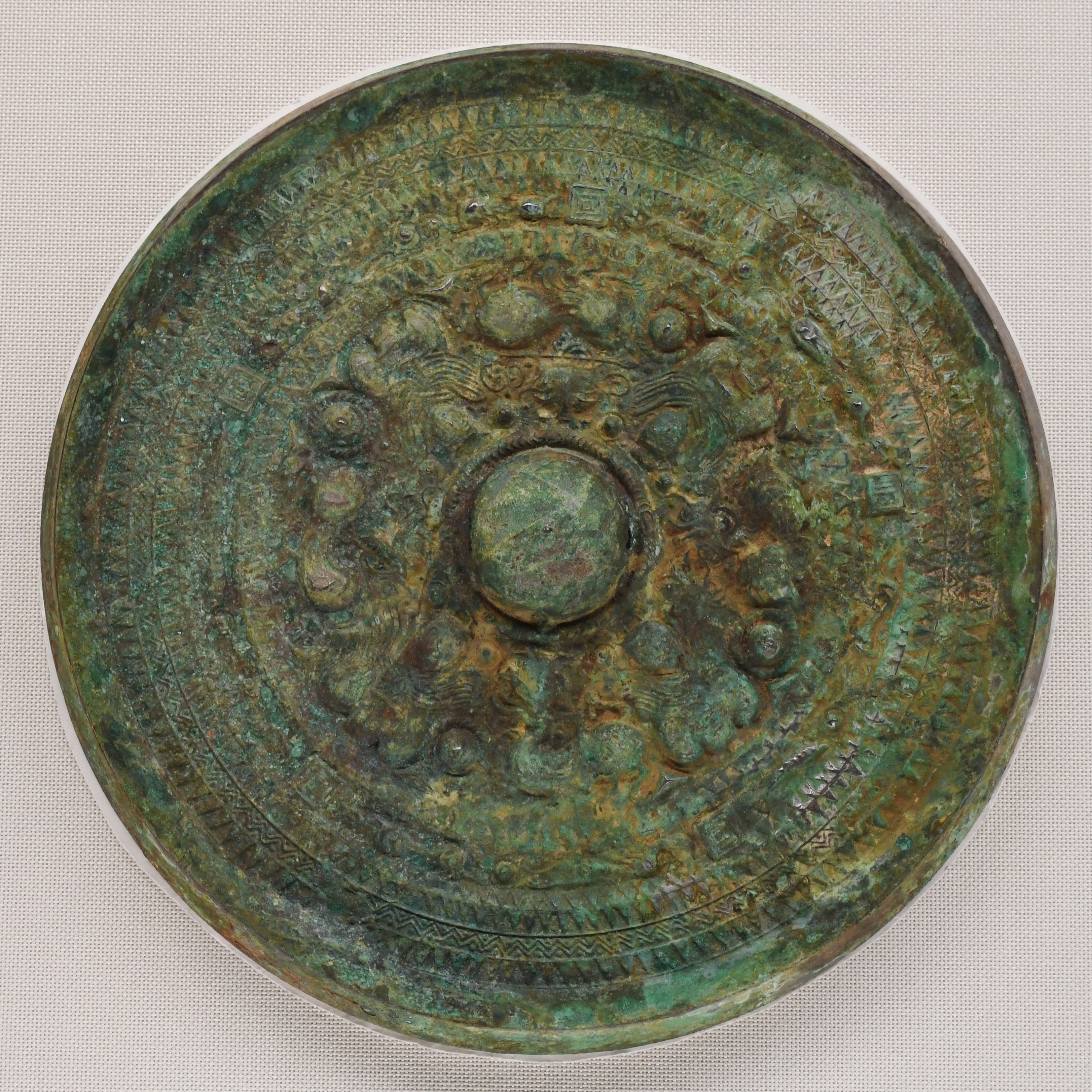
三角縁四神四獣鏡 伝三重県桑名市出土、MOA美術館蔵（重要文化財）。
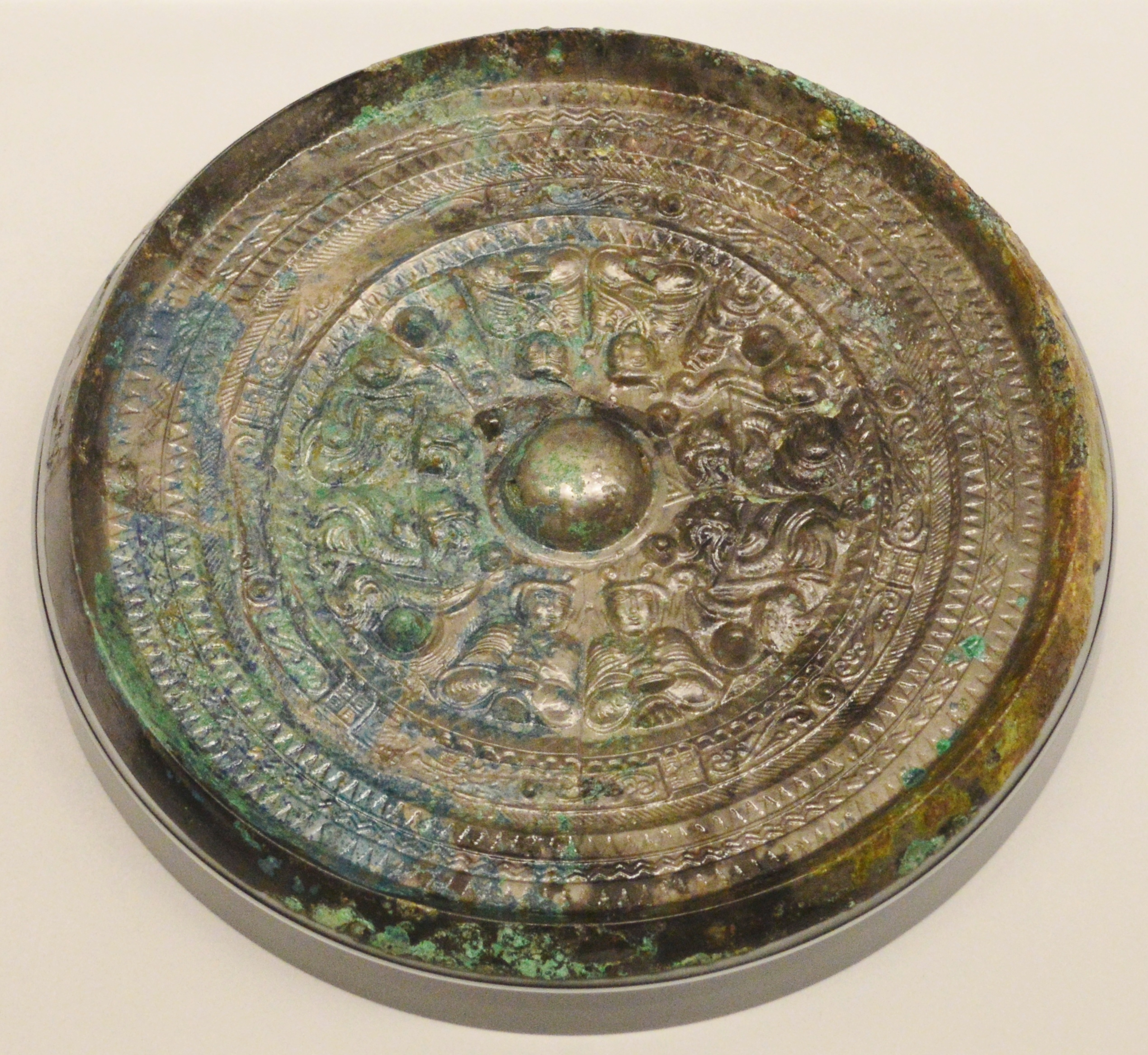
三角縁四神四獣鏡 滋賀県東近江市雪野山古墳出土、東近江市埋蔵文化財センター蔵（重要文化財）。
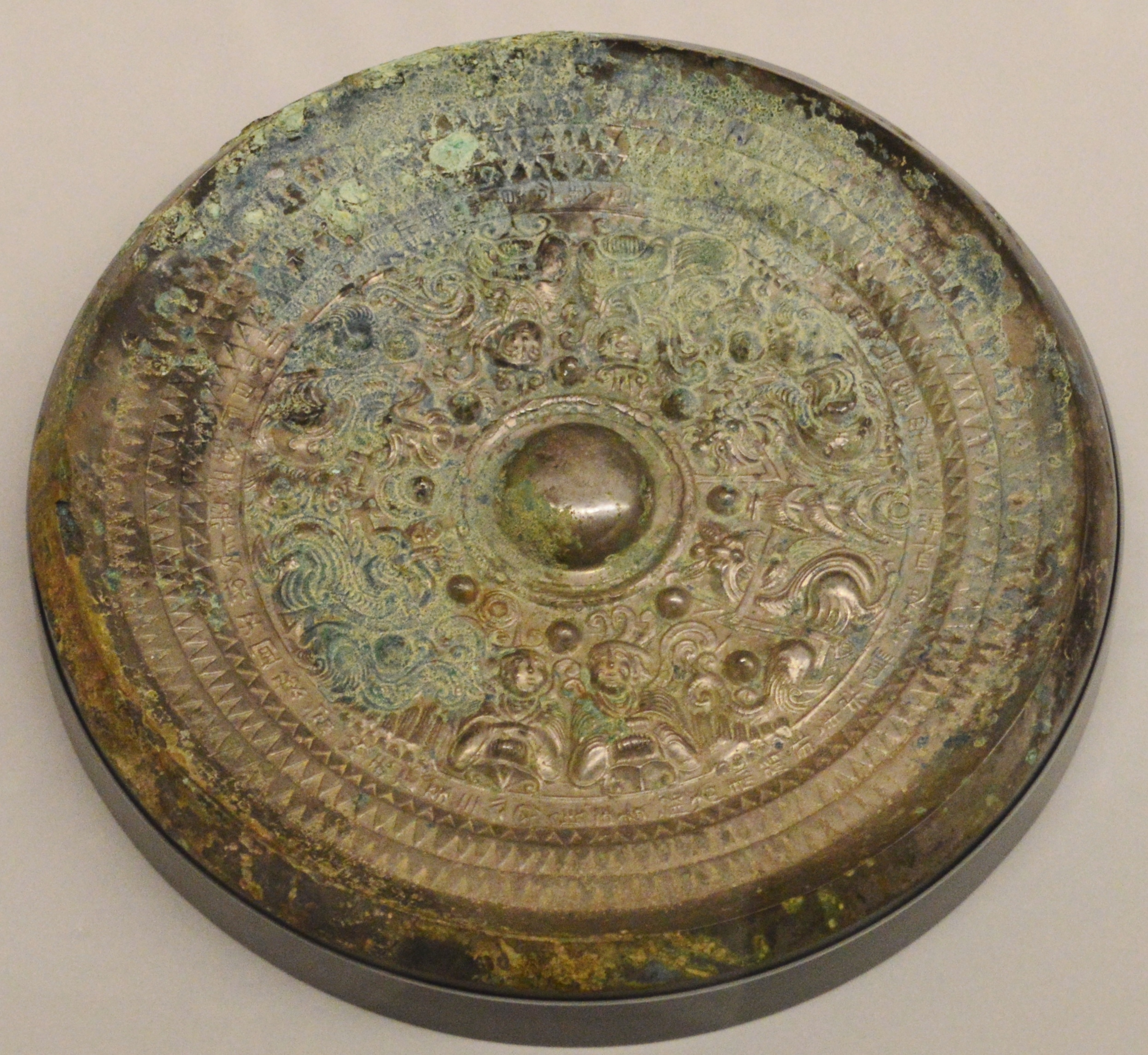
三角縁四神四獣鏡 滋賀県東近江市雪野山古墳出土、東近江市埋蔵文化財センター蔵（重要文化財）。
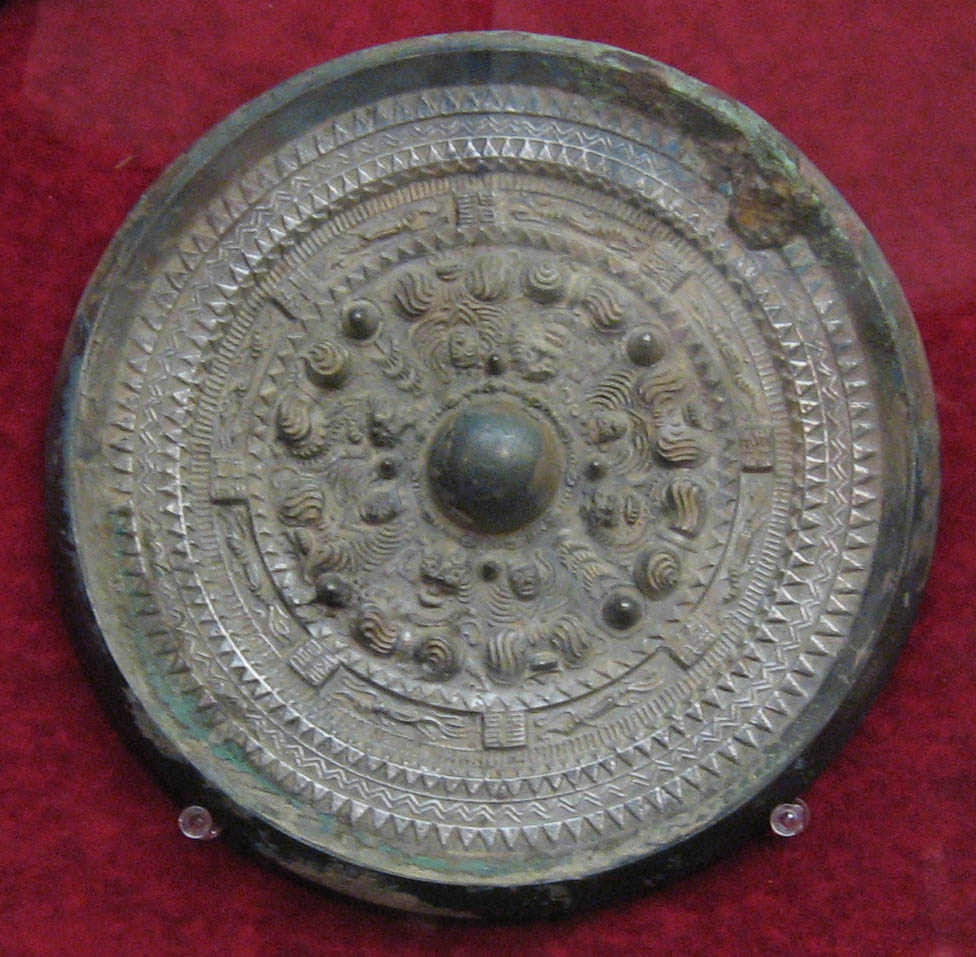
三角縁四神四獣鏡（複製） 京都府木津川市椿井大塚山古墳出土。
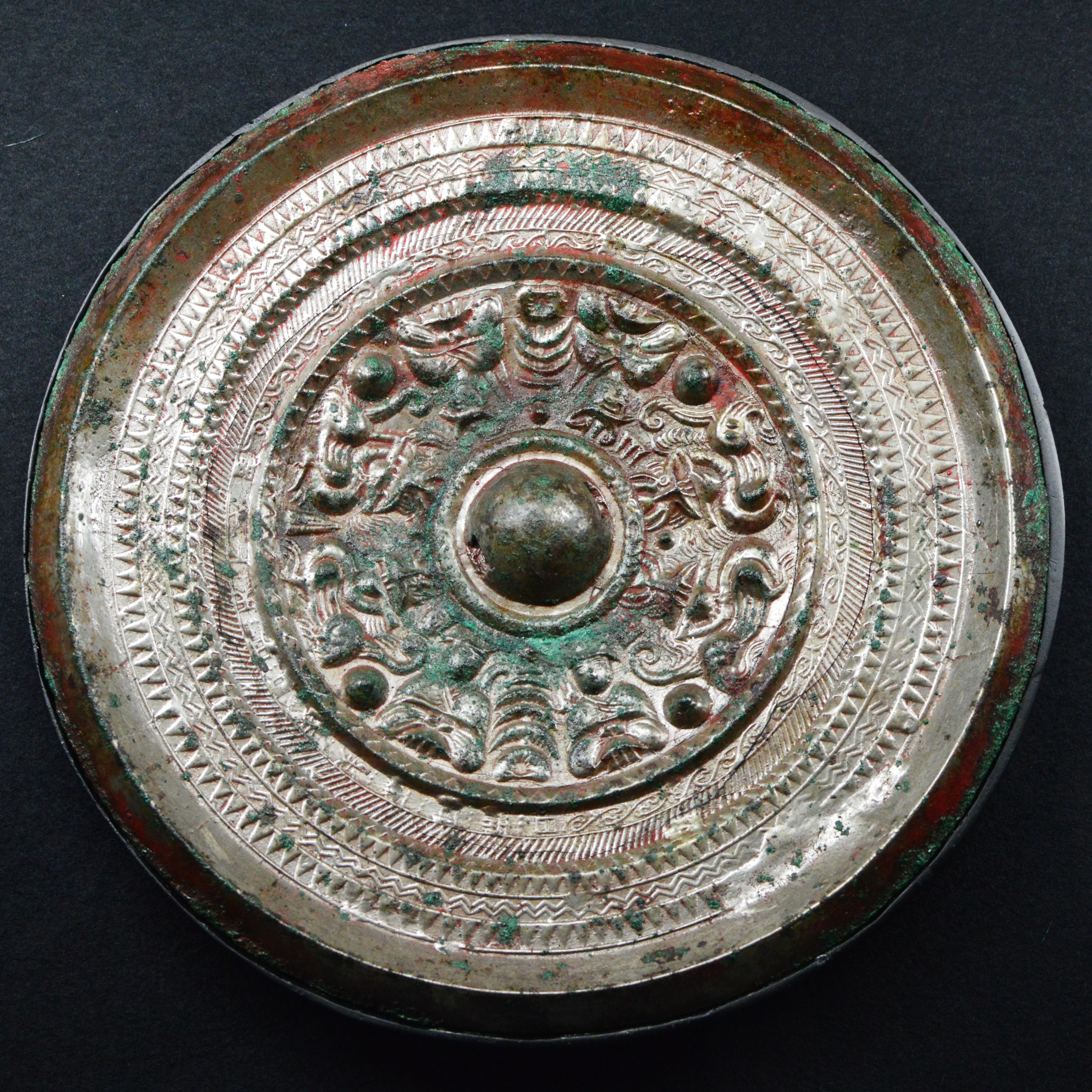
三角縁四神四獣鏡 京都府城陽市久津川車塚古墳出土、泉屋博古館蔵（重要文化財）。
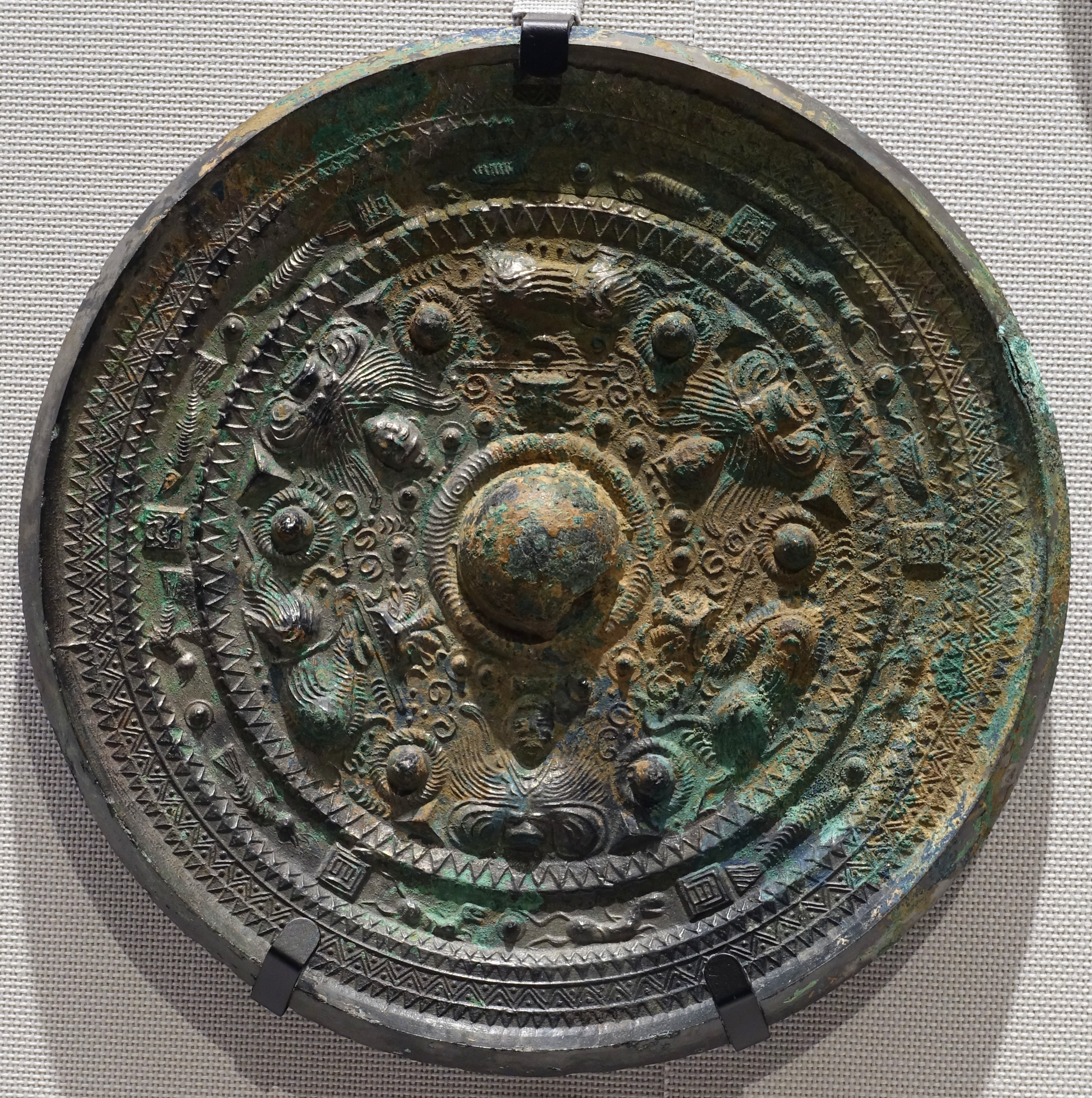
三角縁三神三獣鏡 京都府長岡京市長法寺南原古墳出土、東京国立博物館蔵。
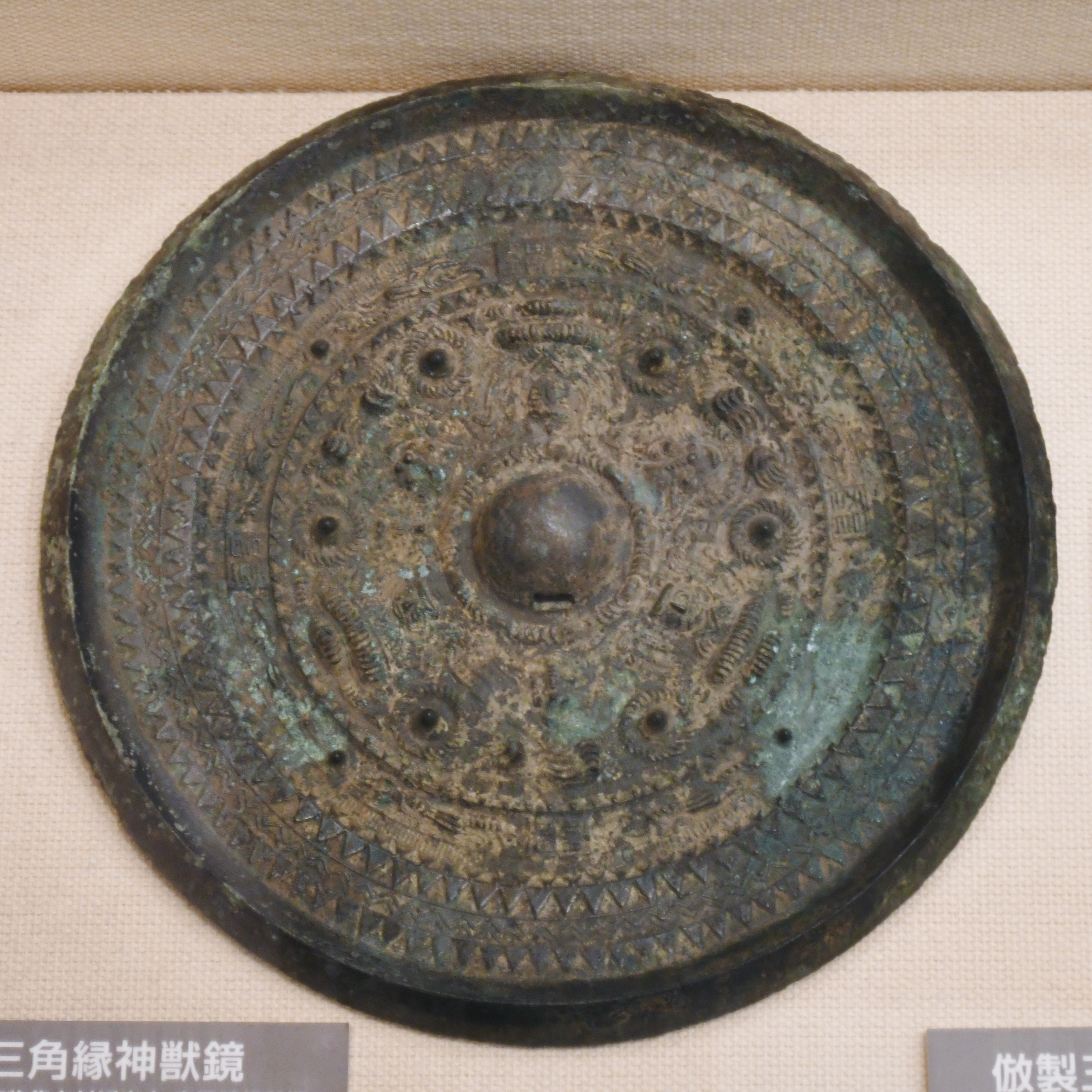
三角縁三神三獣鏡 伝京都府物集女向日市付近出土、明治大学博物館蔵。
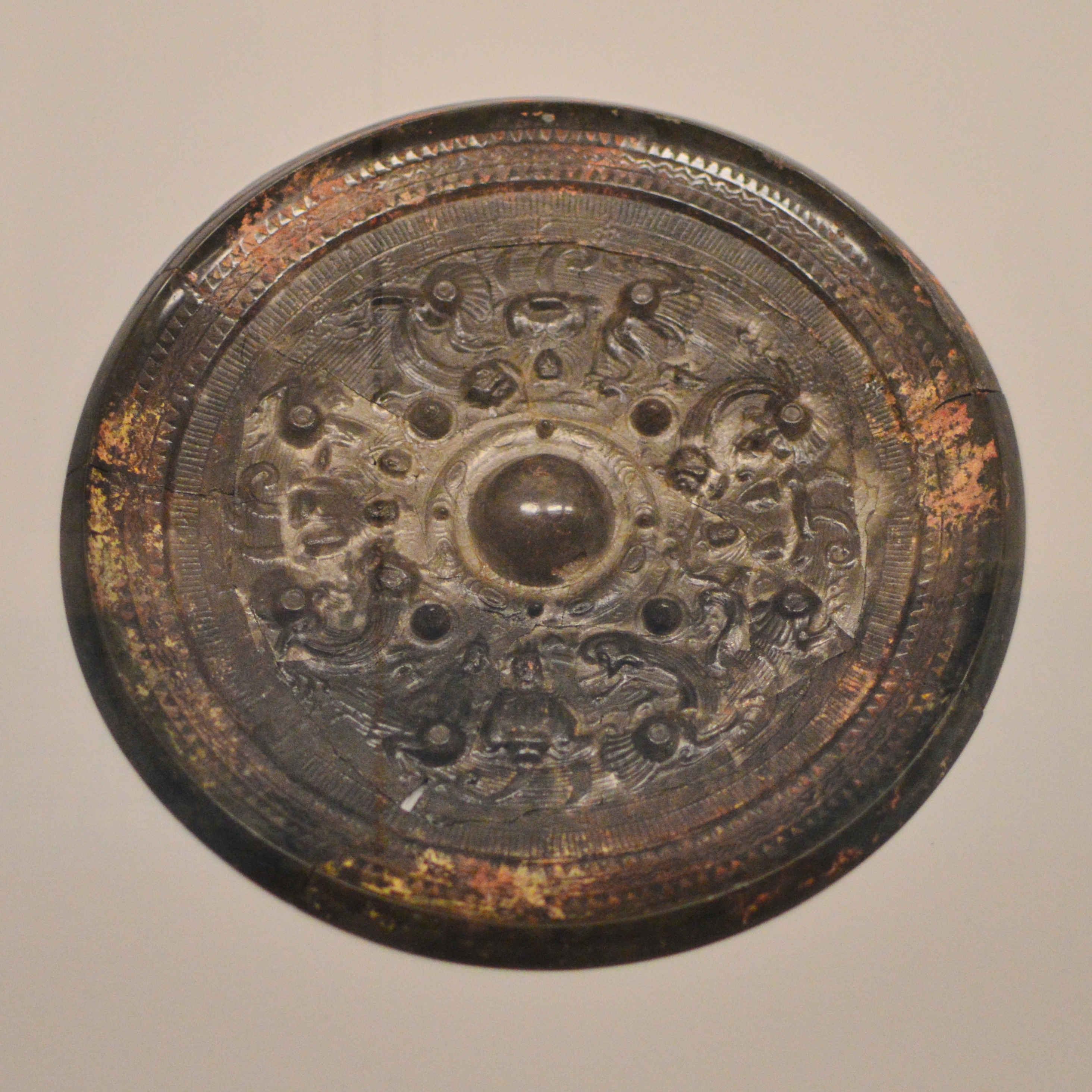
三角縁四神四獣鏡 大阪府高槻市安満宮山古墳出土、今城塚古代歴史館蔵。
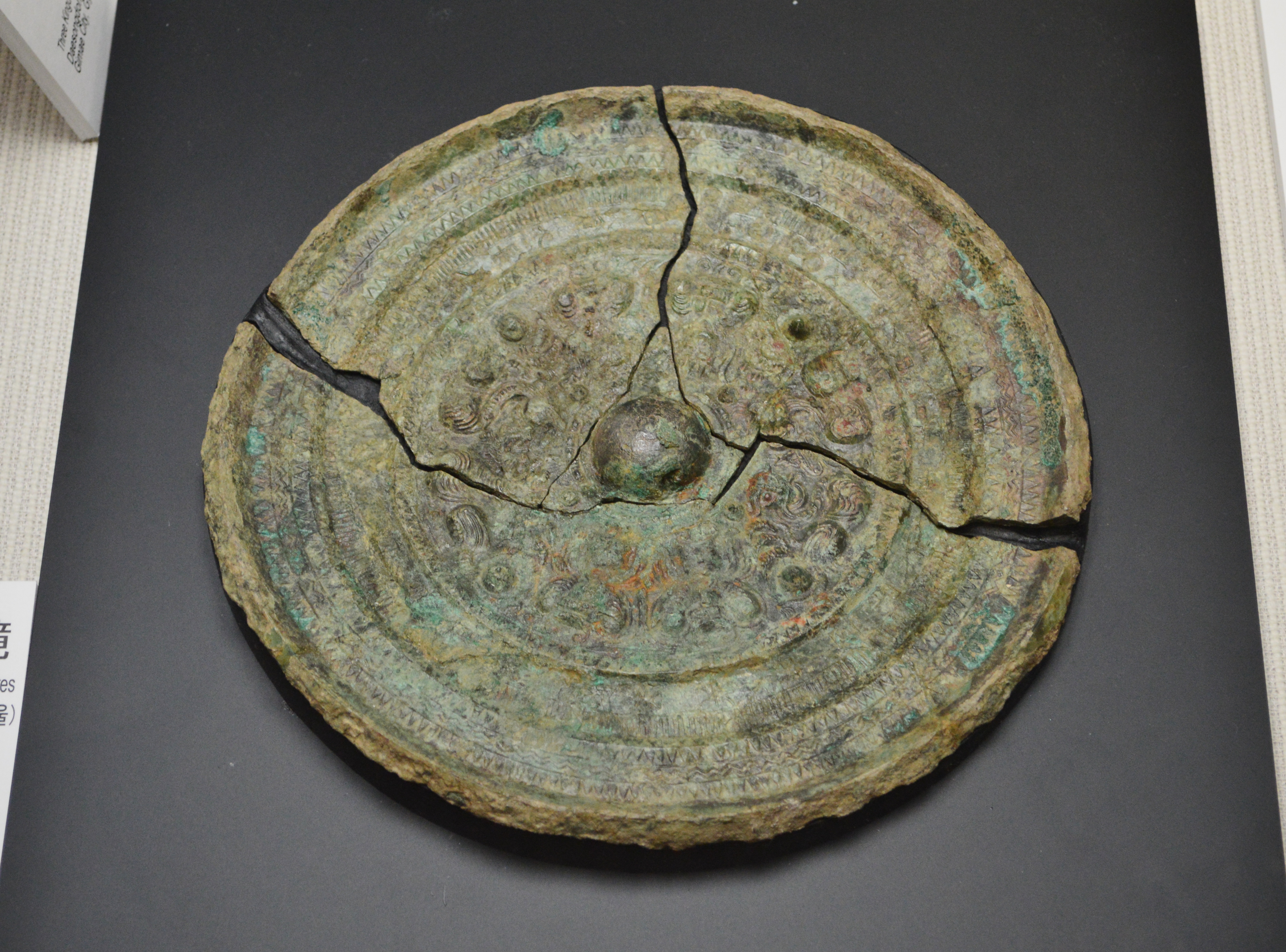
三角縁四神四獣鏡 大阪府羽曳野市庭鳥塚古墳出土、大阪歴史博物館蔵。
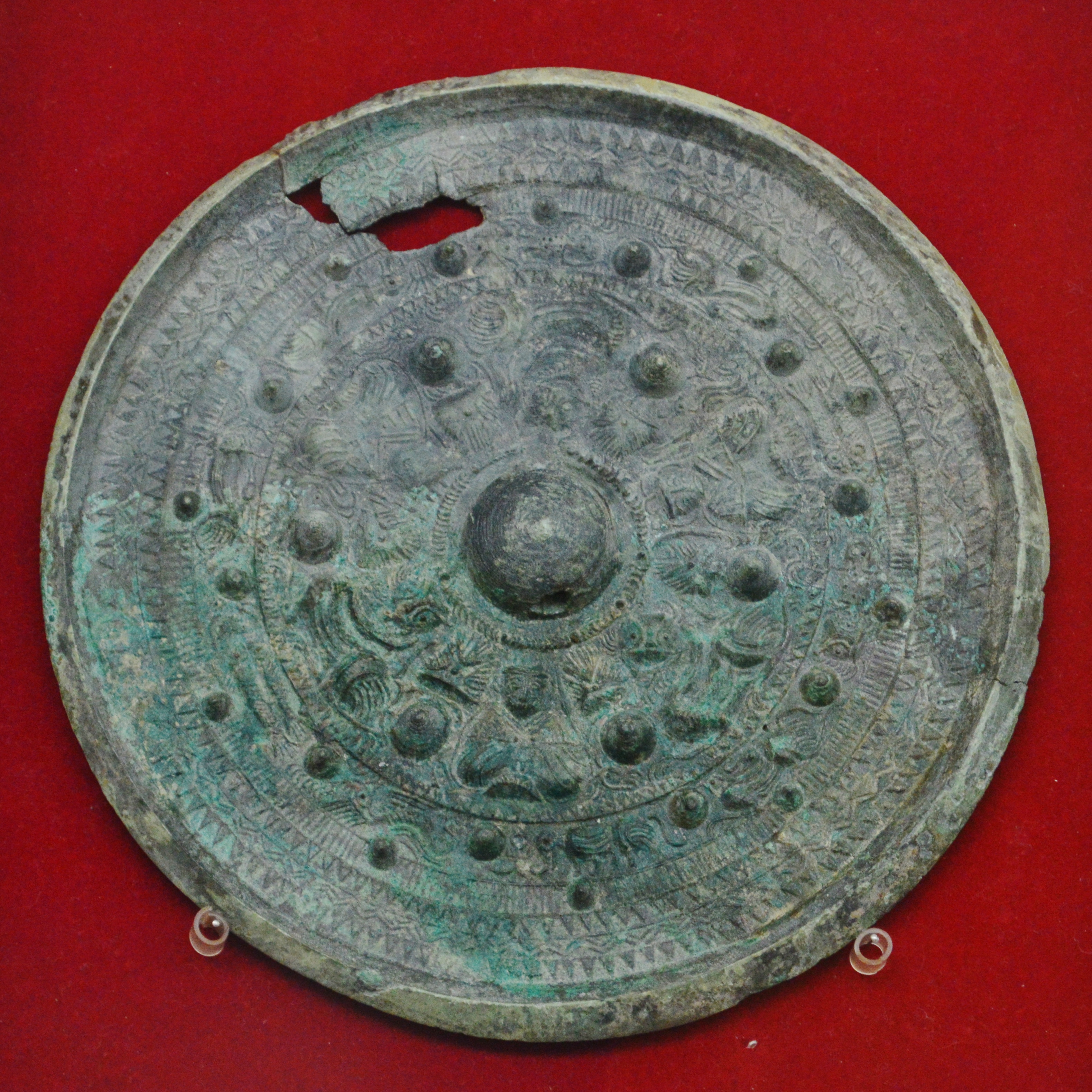
三角縁神獣鏡 大阪府柏原市茶臼塚古墳出土、柏原市立歴史資料館蔵。
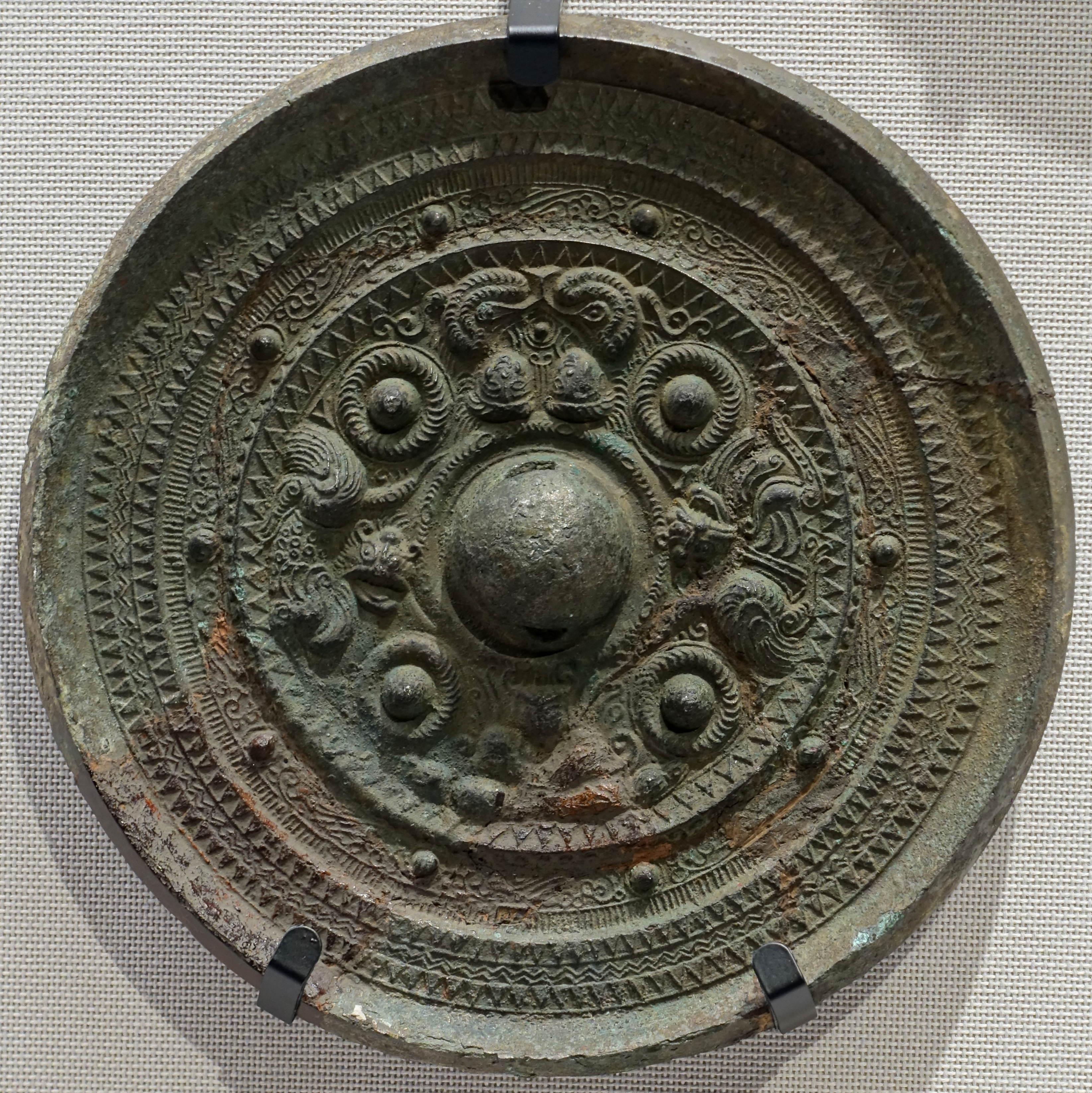
三角縁三神二獣鏡 兵庫県神戸市ヘボソ塚古墳出土、東京国立博物館蔵。
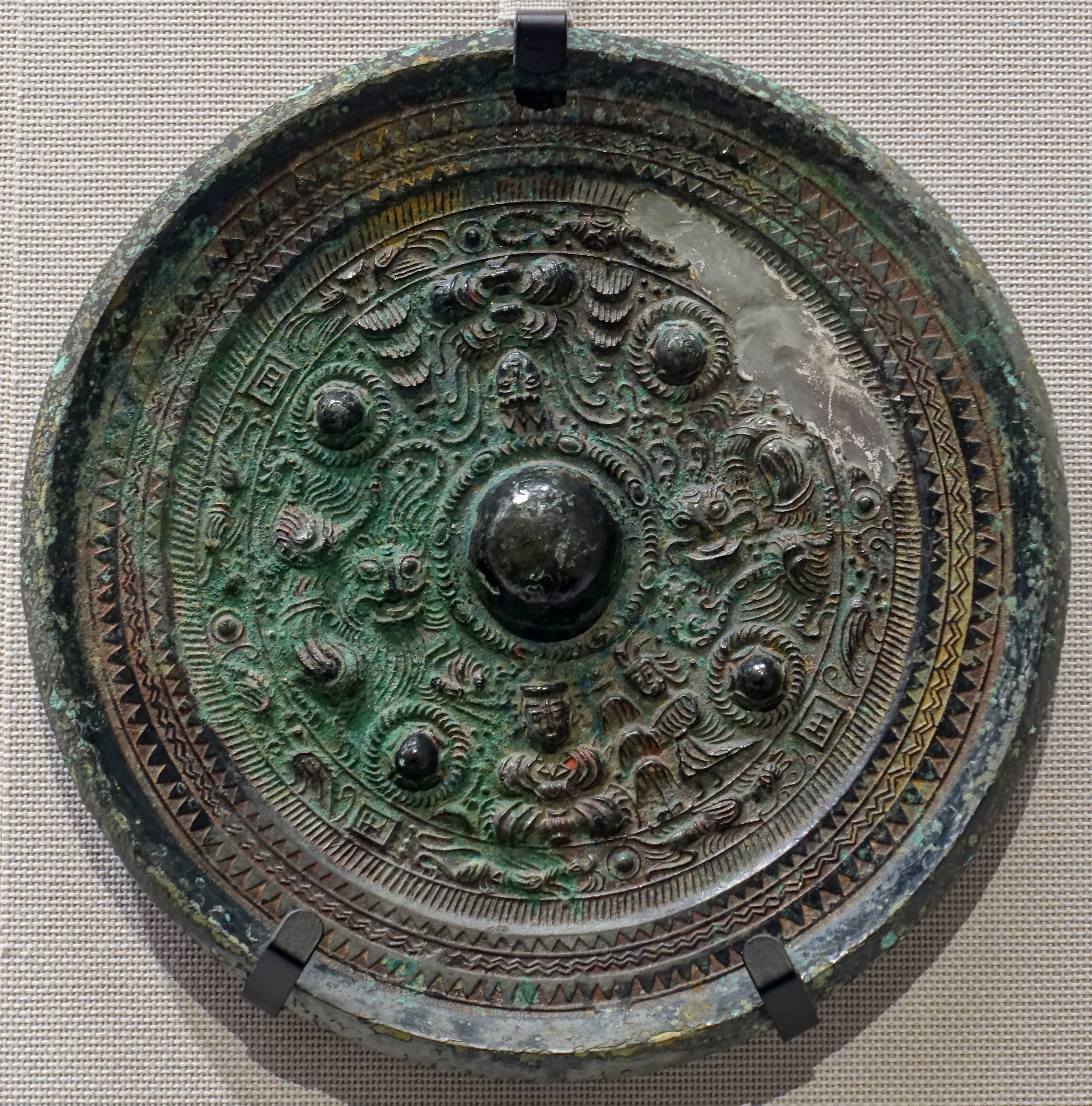
三角縁二神二獣鏡 奈良県桜井市金崎出土、東京国立博物館蔵。
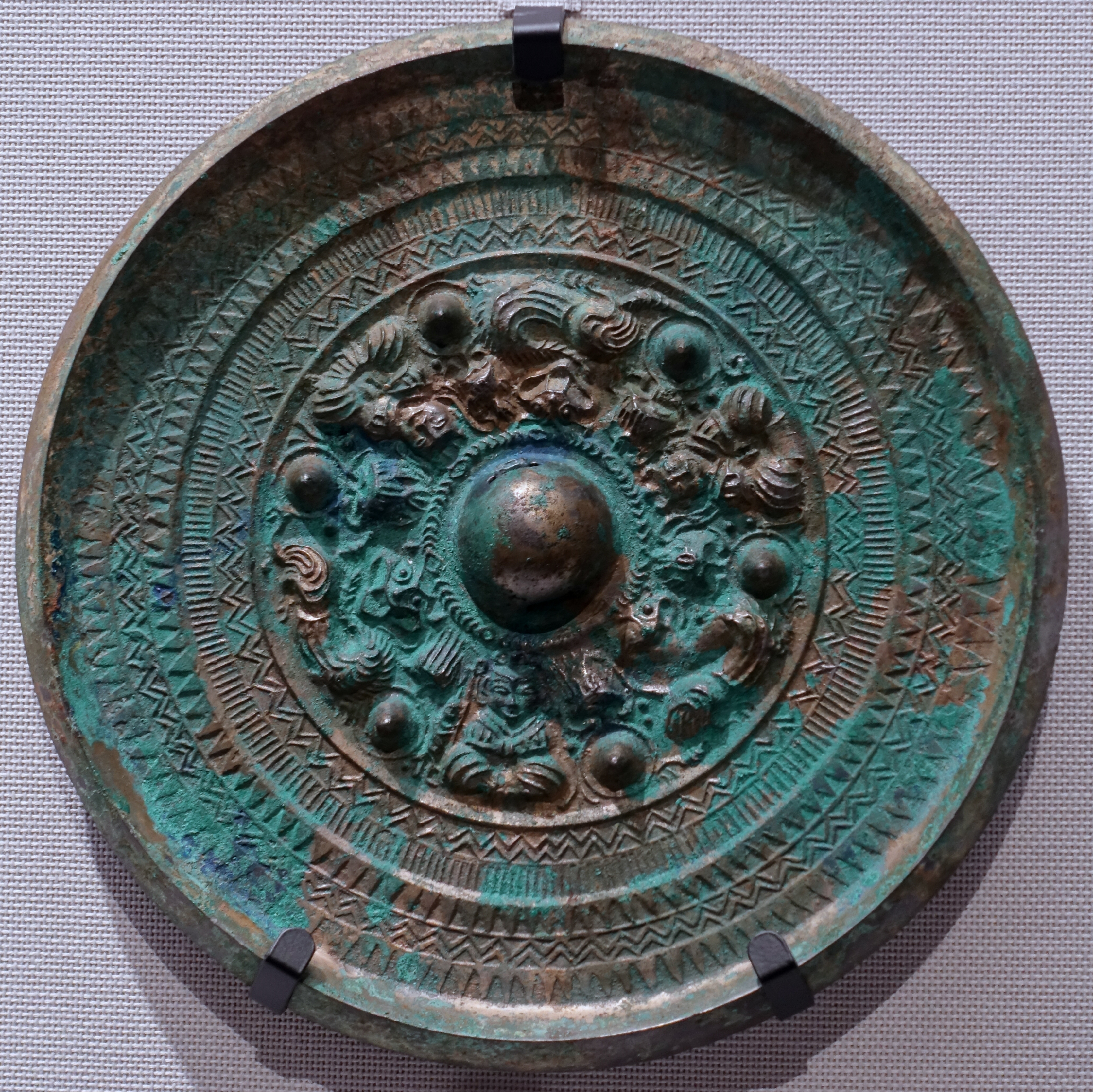
三角縁三神三獣鏡 奈良県広陵町新山古墳出土、宮内庁蔵。
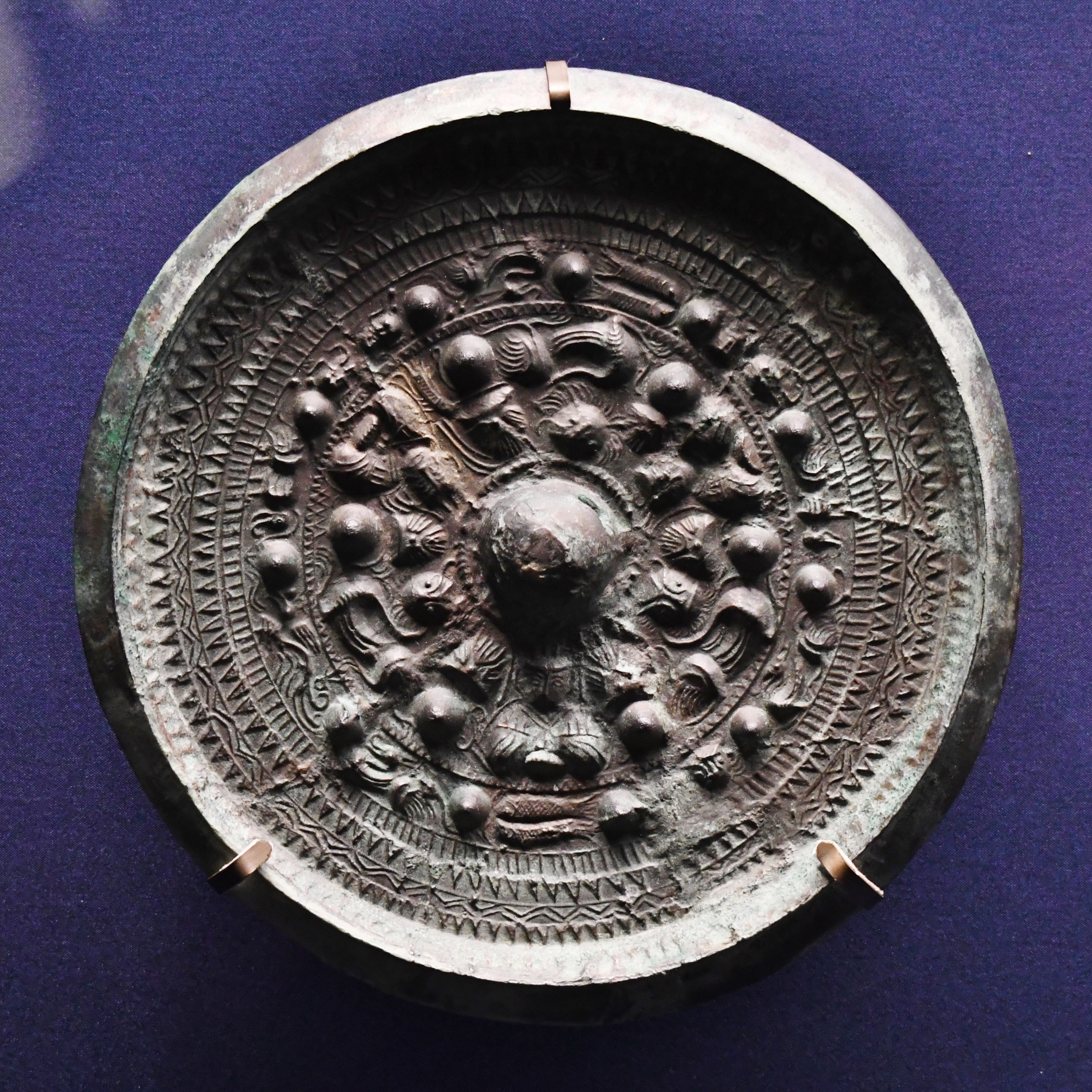
三角縁神獣鏡（複製） 島根県安来市造山1号墳出土、島根県立古代出雲歴史博物館蔵。
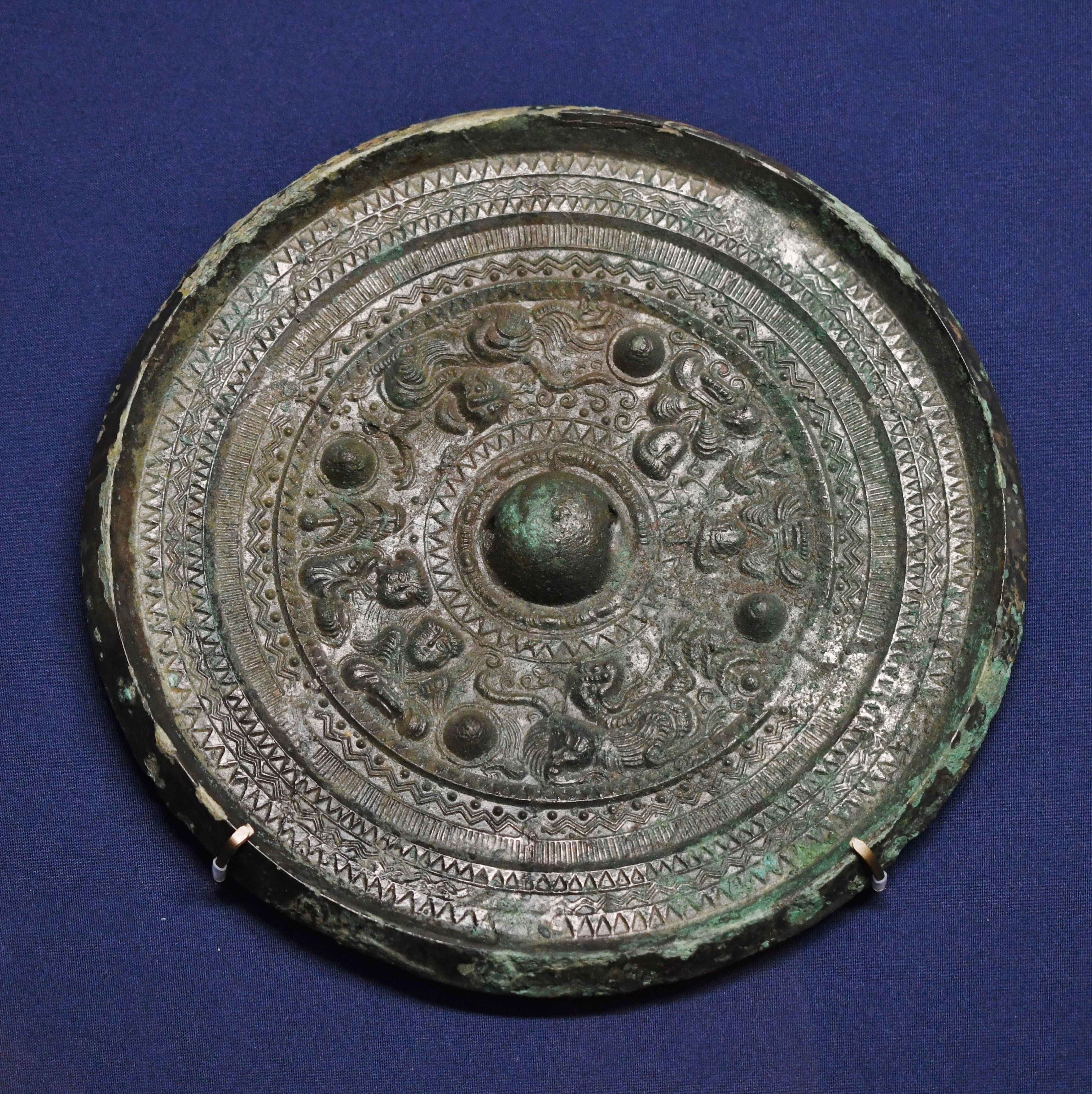
三角縁神獣鏡 島根県松江市八日山1号墳出土、島根県立古代出雲歴史博物館蔵。
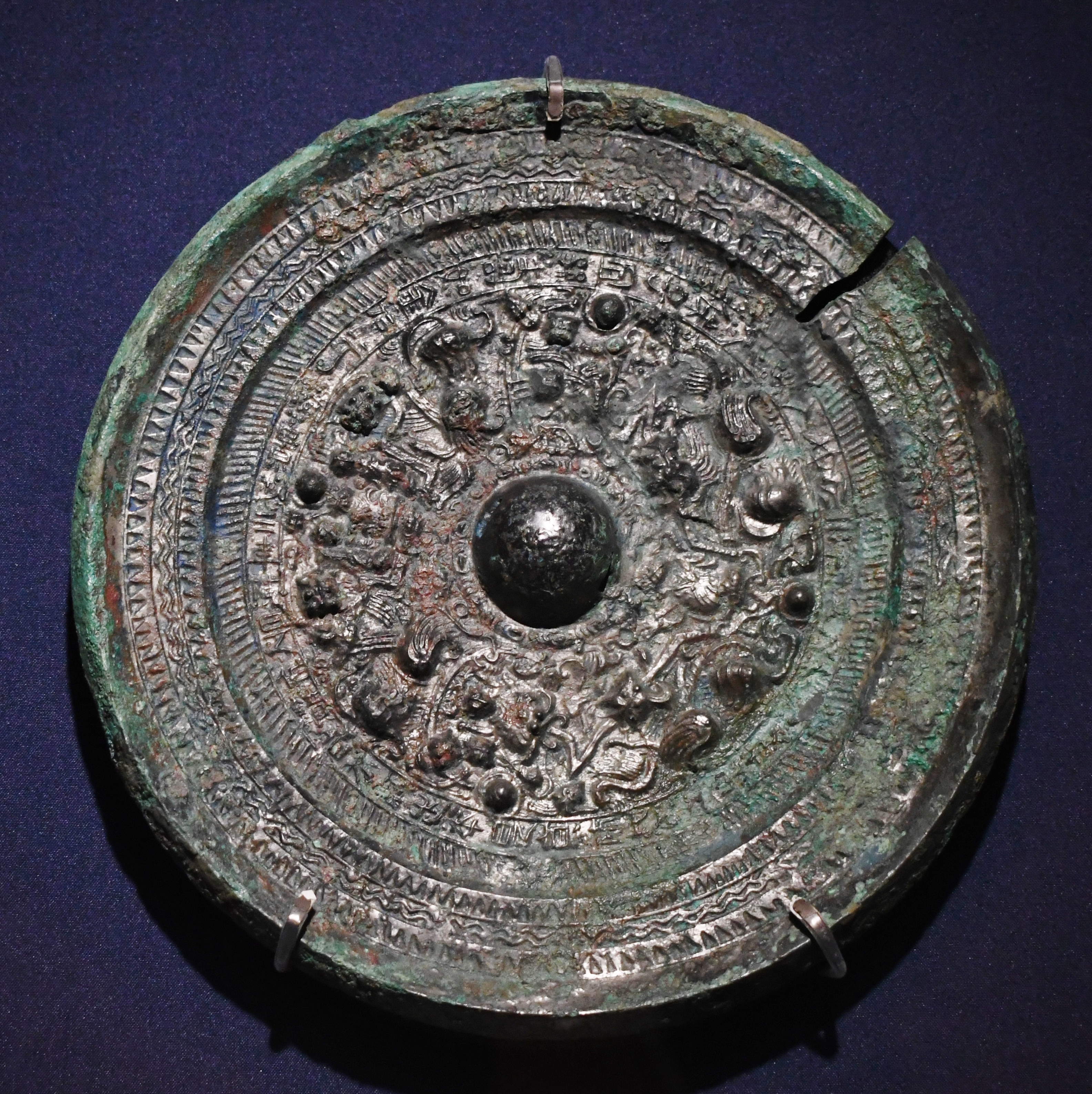
三角縁四神四獣鏡 「景初三年」銘。島根県雲南市神原神社古墳出土、島根県立古代出雲歴史博物館蔵（重要文化財）。
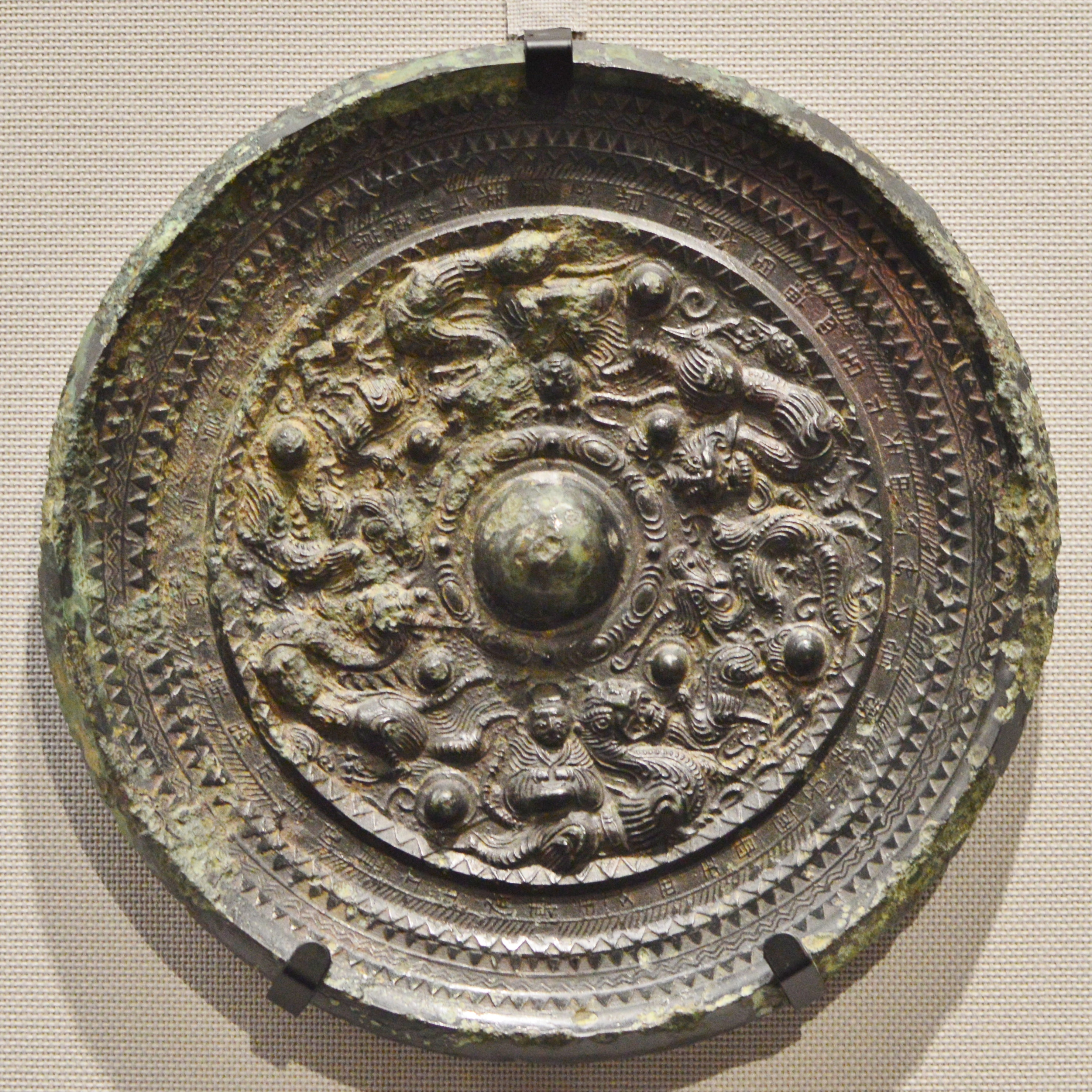
三角縁二神六獣鏡（複製） 岡山県岡山市備前車塚古墳出土。東京国立博物館蔵。
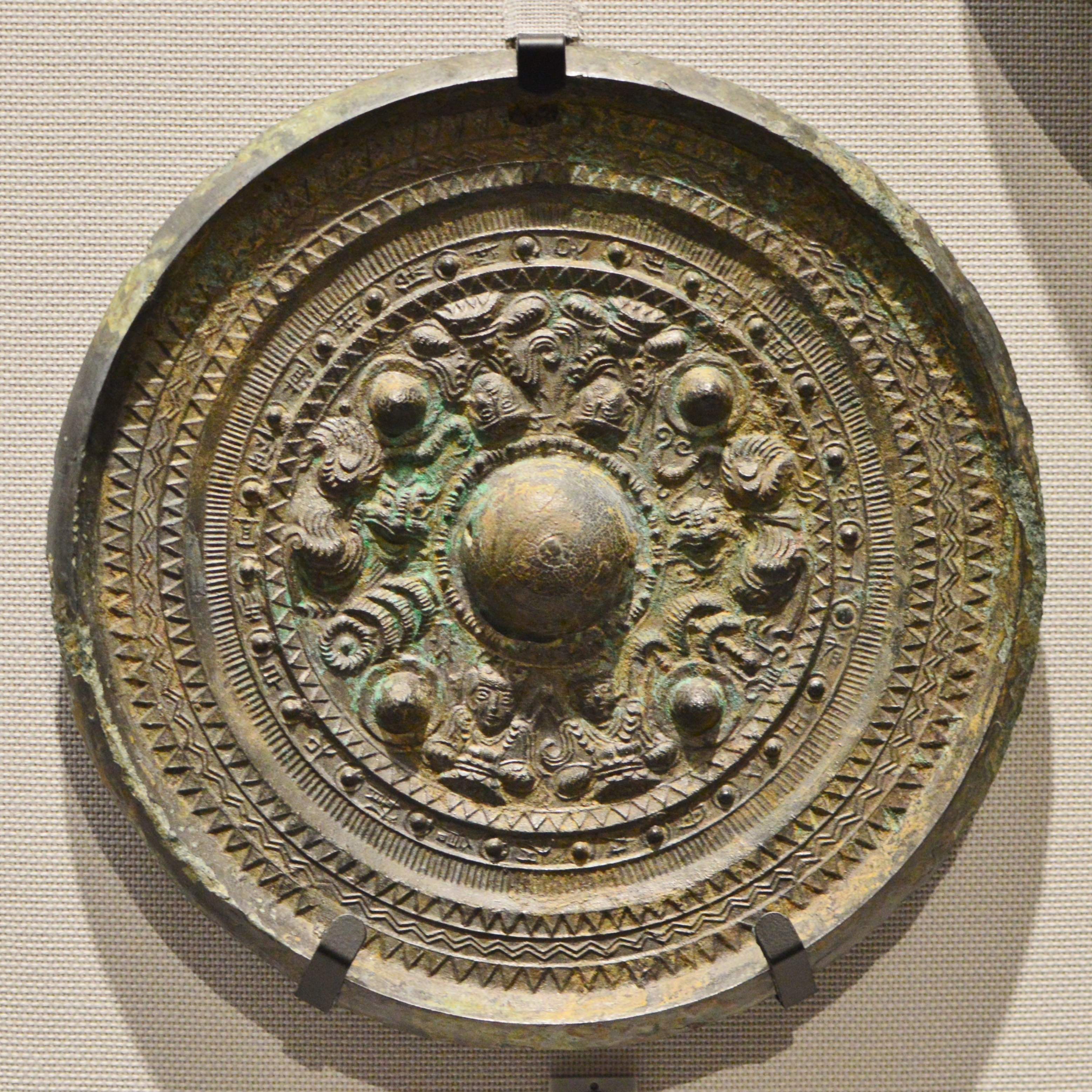
三角縁四神二獣鏡（複製） 岡山県岡山市備前車塚古墳出土。東京国立博物館蔵。
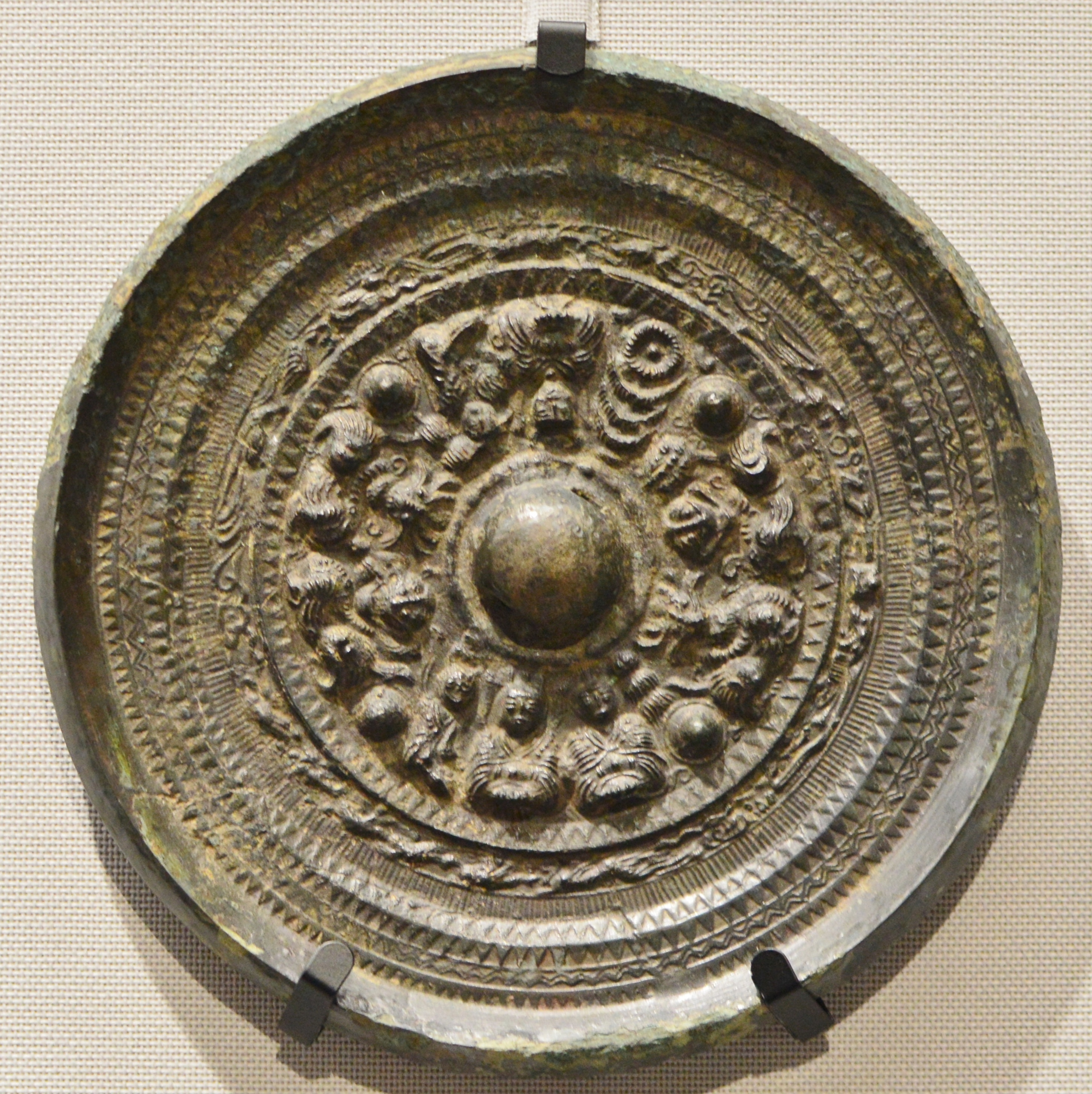
三角縁五神四獣鏡（複製） 岡山県岡山市備前車塚古墳出土。東京国立博物館蔵。
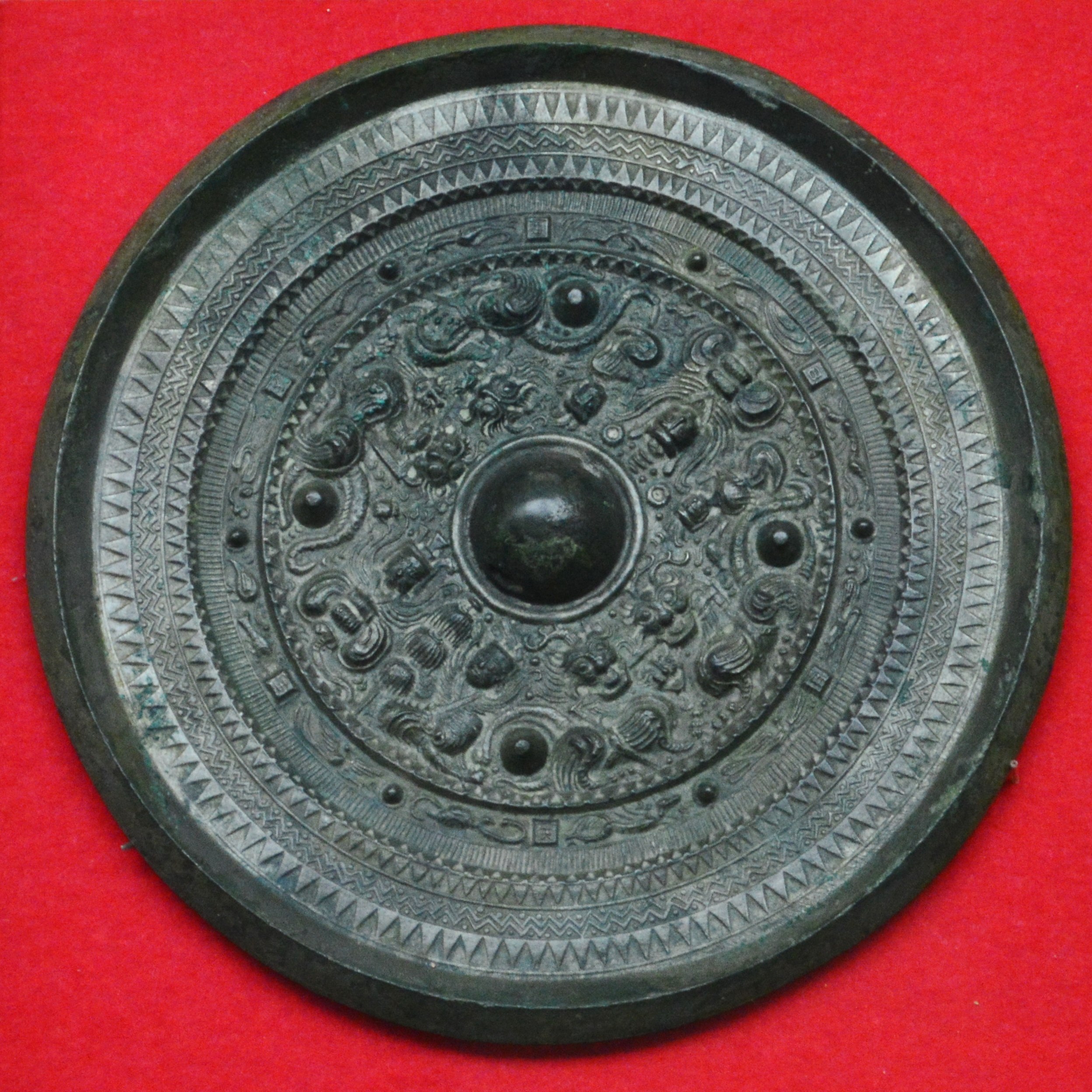
三角縁五神四獣鏡（複製） 伝広島県福山市潮崎山古墳出土。広島県立歴史民俗資料館蔵（原品は福山市蔵）。
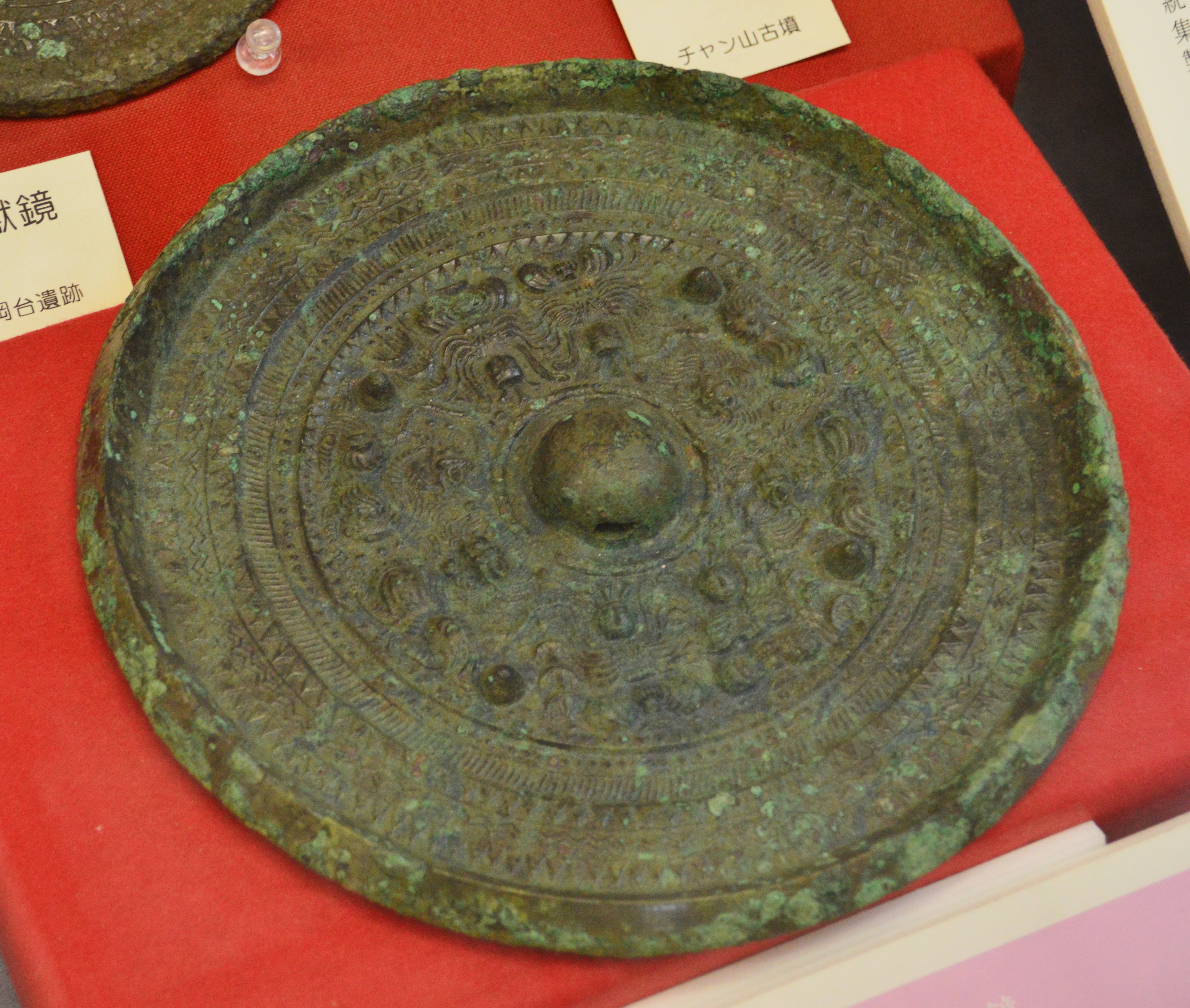
三角縁四神四獣鏡 熊本県宇土市城ノ越古墳出土。宇土市立図書館郷土資料室蔵。
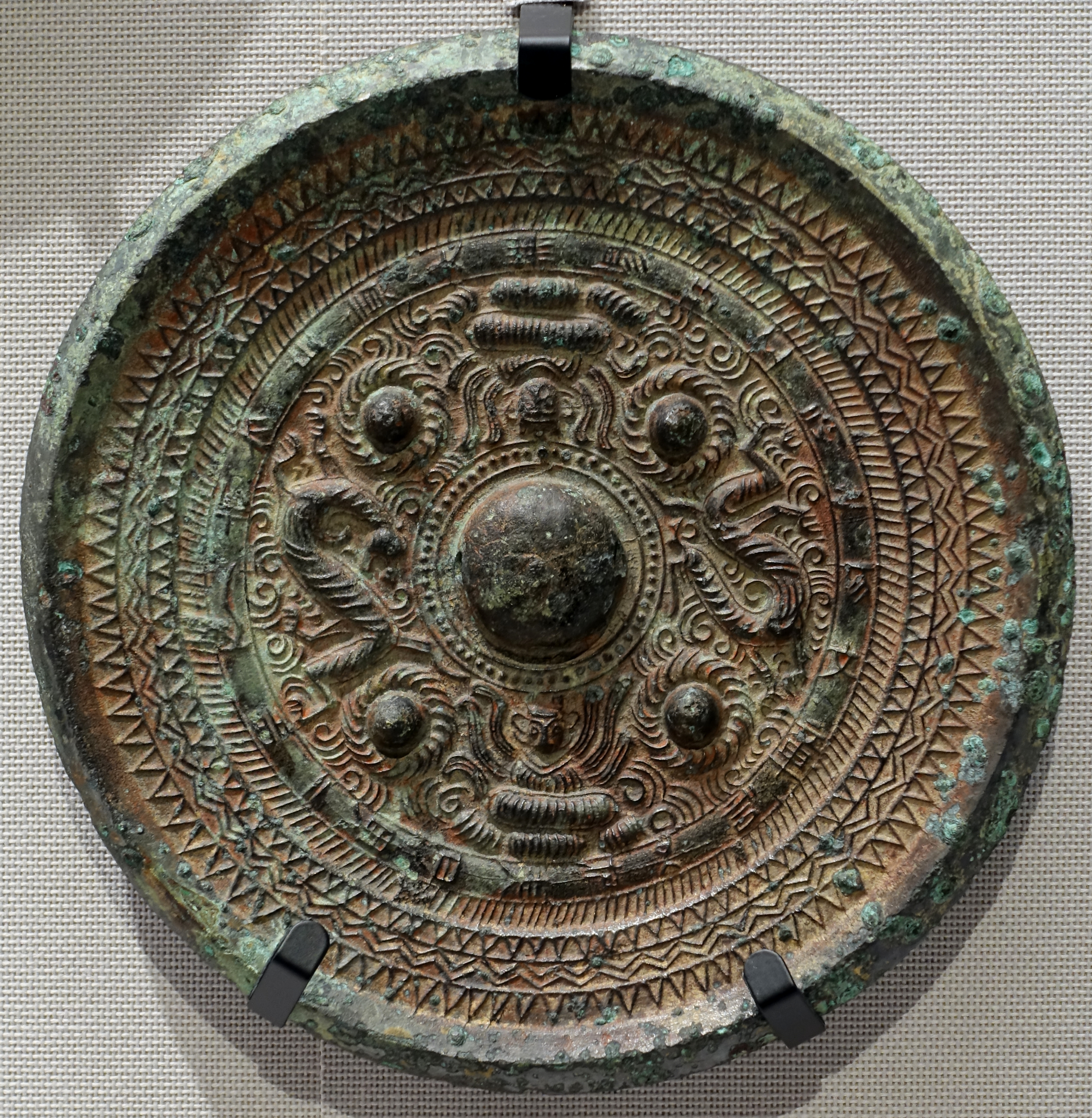
三角縁二神二獣鏡 出土地不詳、東京国立博物館蔵。
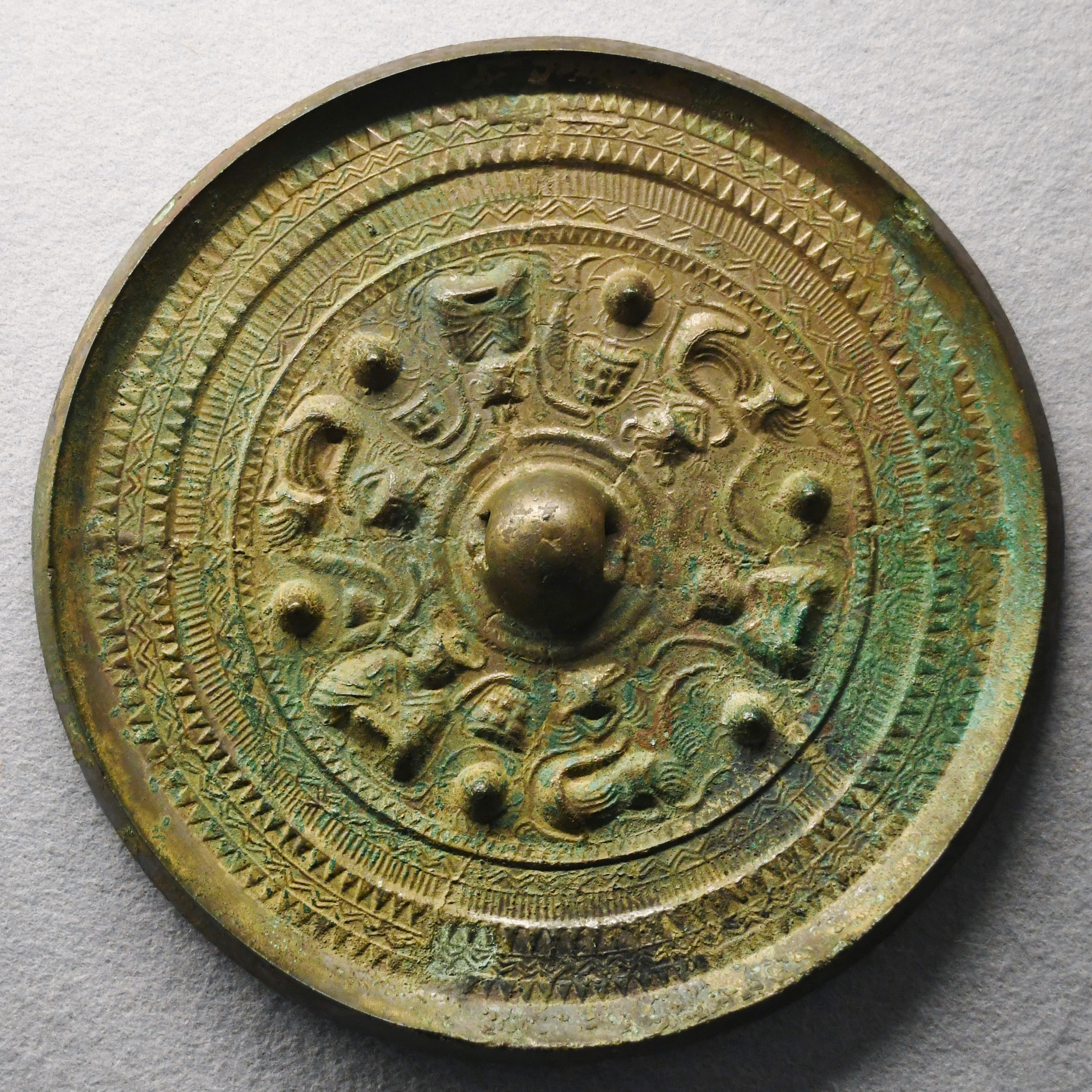
三角縁三神三獣鏡 出土地不詳、國學院大學博物館蔵。

その他
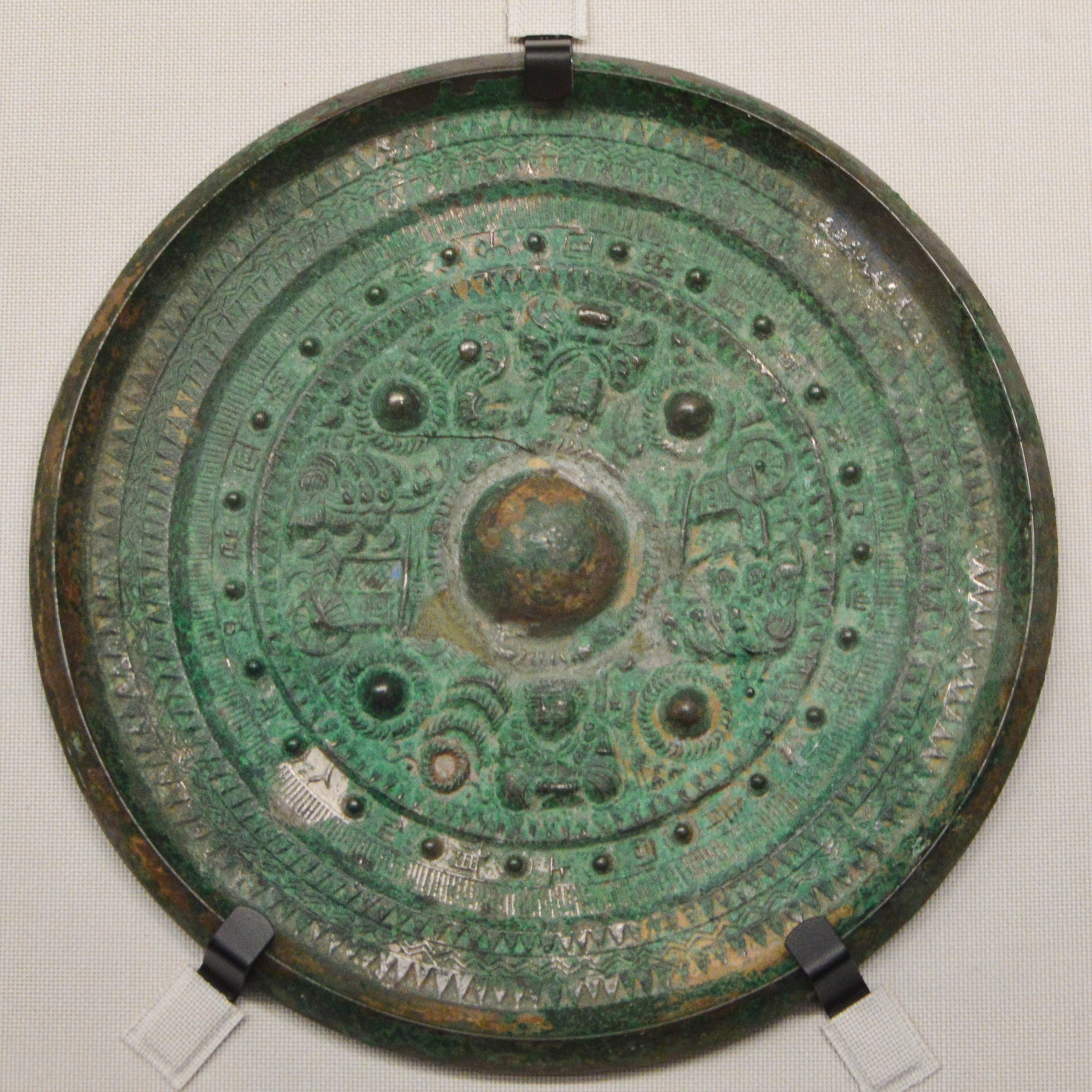
三角縁神獣車馬鏡 山梨県甲府市甲斐銚子塚古墳出土、東京国立博物館蔵。
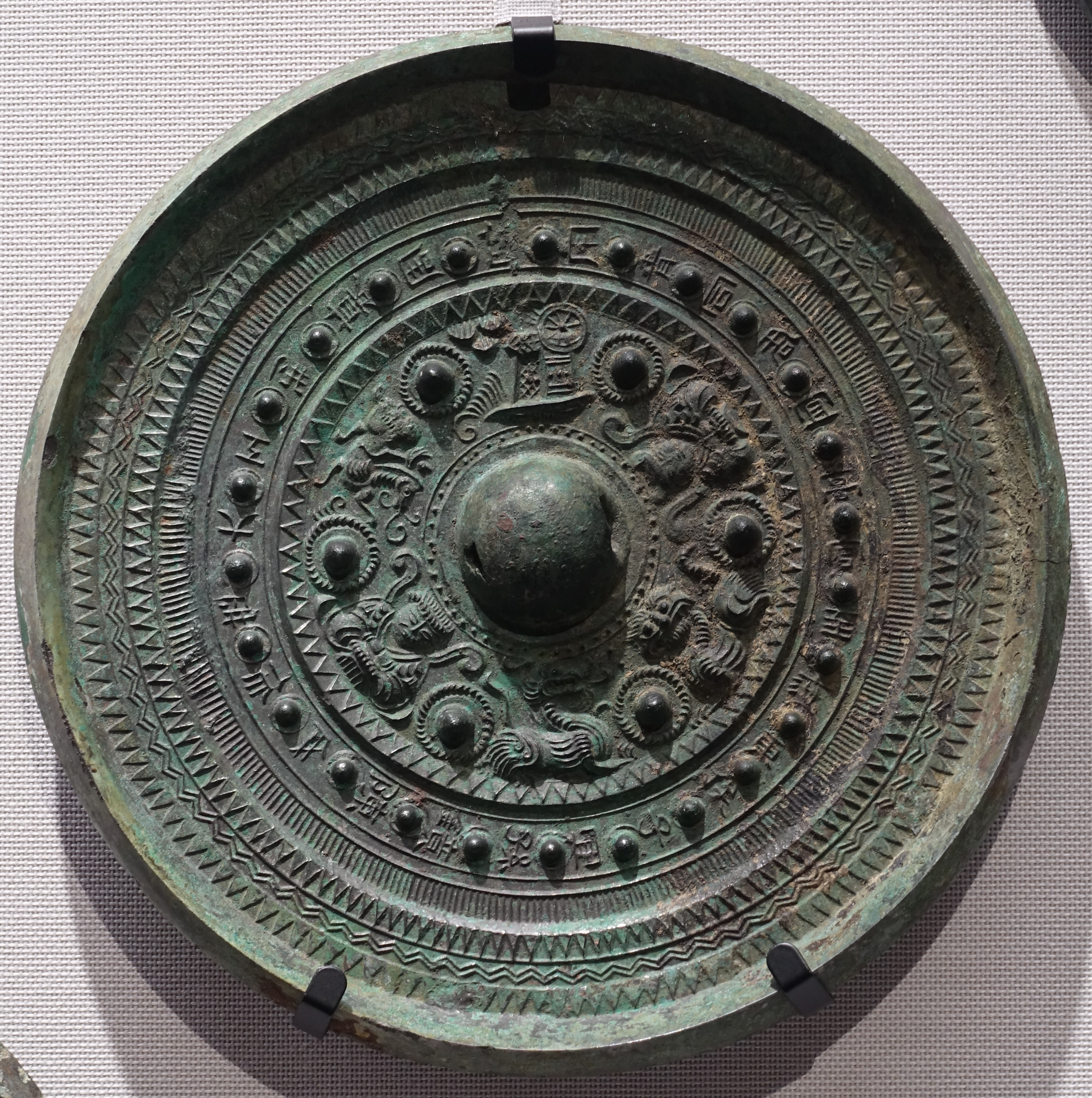
三角縁神獣車馬鏡 滋賀県野洲市大岩山古墳出土、東京国立博物館蔵。
三角縁龍虎鏡 大阪府和泉市和泉黄金塚古墳出土、東京国立博物館蔵（重要文化財）。
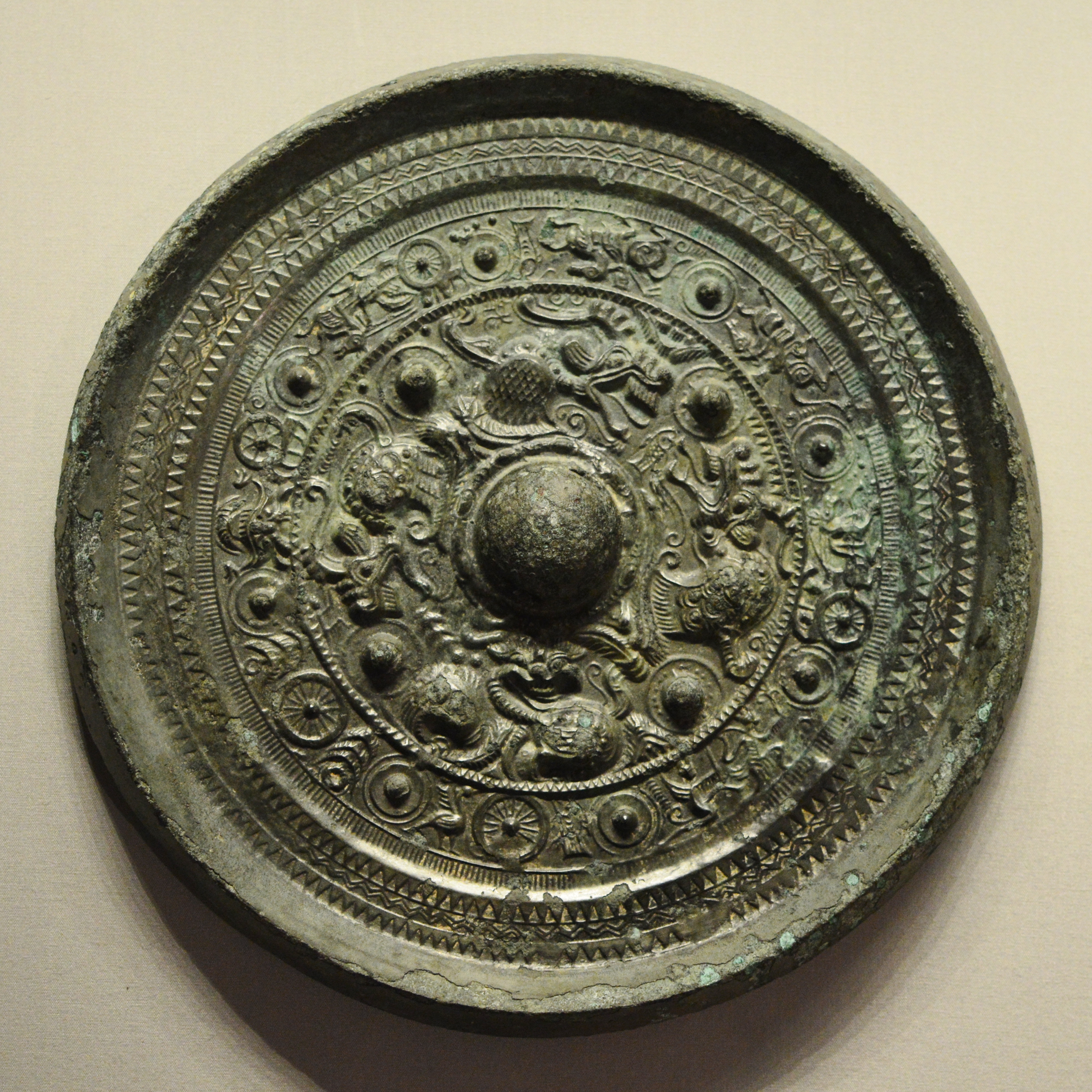
三角縁龍虎鏡 奈良県奈良市富雄丸山古墳出土、天理参考館蔵。
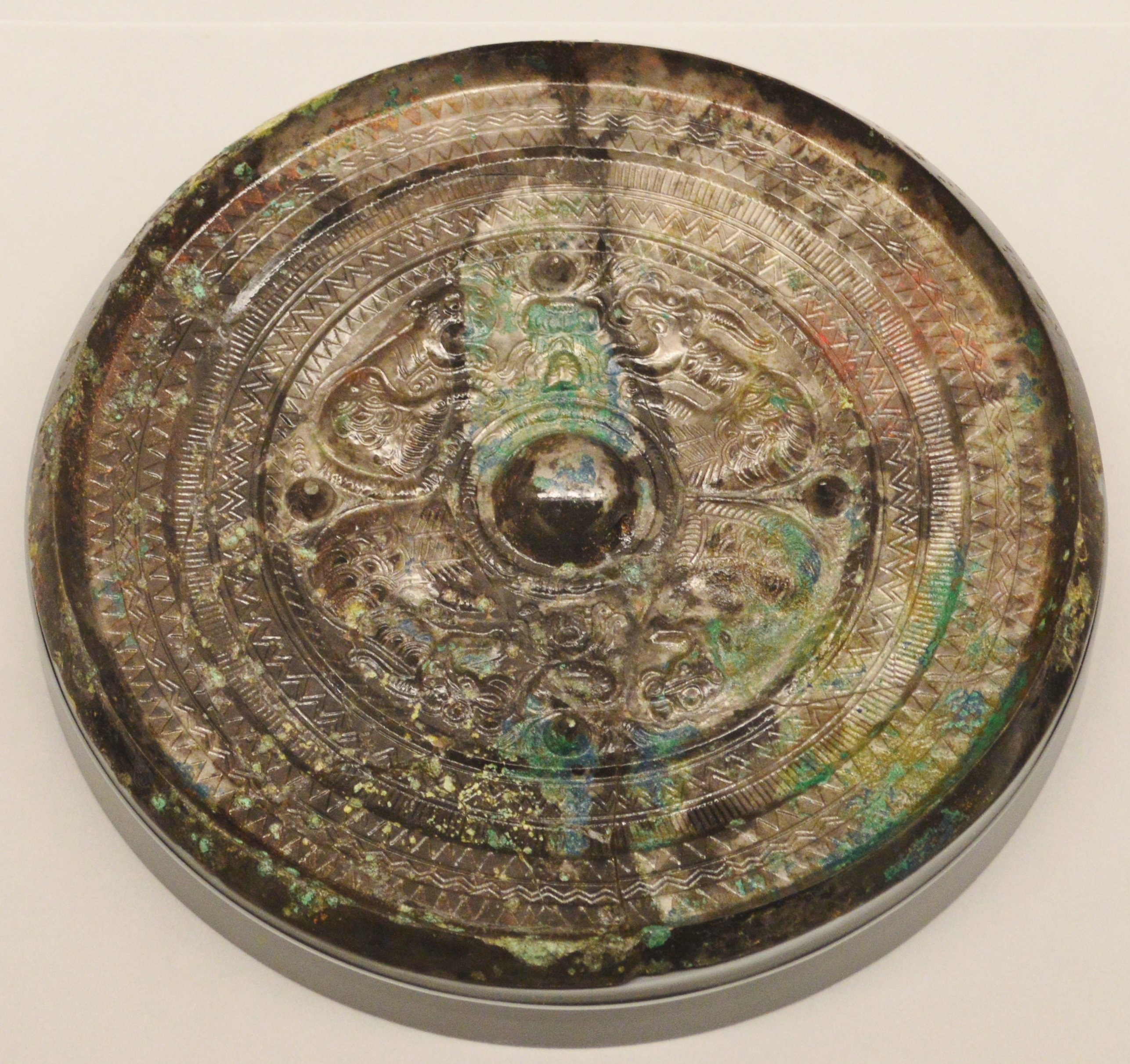
三角縁盤龍鏡 滋賀県東近江市雪野山古墳出土、東近江市埋蔵文化財センター蔵（重要文化財）。

## 三角縁神獣鏡が確認された主な古墳
三角縁神獣鏡の府県別の出土分布をみると、奈良県の100枚を筆頭に、京都府の66枚、兵庫県の40枚以上、大阪府が38枚と、旧大和国を中心とした近畿地方の出土が多いが、出土地は九州から東北まで全国に分布している。
| 古墳名                     | 所在地                               | 形状                           | 時期                 | 特徴                                                                      |
| 東北地方                   | 東北地方                             | 東北地方                       | 東北地方             | 東北地方                                                                  |
| -------------------------- | ------------------------------------ | ------------------------------ | -------------------- | ------------------------------------------------------------------------- |
| 会津大塚山古墳             | 福島県会津若松市                     |                                | 4世紀                | 東北地方最古級、1972年（昭和47年）国の史跡に指定                          |
| 関東地方                   |                                      |                                |                      |                                                                           |
| 前橋天神山古墳             | 群馬県前橋市                         | 前方後円墳                     | 4世紀後半            | 四神四獣鏡2面出土                                                         |
| 頼母子古墳（消滅）         | 群馬県太田市                         | 不明（前方後円墳説が有力）     | 4世紀半ば            | 三角縁神獣鏡2面（うち1面は所在不明）                                      |
| 北山茶臼山古墳             | 群馬県富岡市                         | 円墳（前方後円墳の可能性有り） | 4世紀後半            |                                                                           |
| 蟹沢古墳（消滅）           | 群馬県高崎市                         | 円墳（推定、方墳の可能性有）   |                      | 「正始元年」銘。持田旧48号墳の同范鏡                                      |
| 赤城塚古墳（西丘神社古墳） | 群馬県板倉町                         | 円墳                           | 4世紀代              | 三角縁仏獣鏡                                                              |
| 三本木所在古墳             | 群馬県藤岡市                         | 不明                           | 4世紀代              | 三角縁神獣鏡3面 神田浅間神社古墳とする説が有力                            |
| 手古塚古墳（消滅）         | 千葉県木更津市                       |                                |                      | 仿製鏡、河合古墳、島根県造山古墳の同笵鏡                                  |
| 城山1号墳                  | 千葉県香取市小見山町                 | 前方後円墳                     | 6世紀中頃から末      | 後期古墳出土鏡                                                            |
| 真土大塚山古墳（消滅）     | 神奈川県平塚市西真土                 |                                |                      |                                                                           |
| 白山古墳（消滅）           | 神奈川県川崎市幸区                   | 前方後円墳                     | 前期で4世紀後半      |                                                                           |
| 中部地方                   |                                      |                                |                      |                                                                           |
| 甲斐銚子塚古墳             | 山梨県甲府市下曽根町                 | 前方後円墳                     | 4世紀後半            |                                                                           |
| 大丸山古墳                 | 山梨県甲府市下曽根町                 | 前方後円墳                     | 4世紀中頃            |                                                                           |
| 花野谷1号墳                | 福井県福井市                         | 円墳                           |                      | 2000年（平成12年）9月発見                                                 |
| 小田中親王塚古墳           | 石川県鹿島郡                         | 円墳                           | 4世紀後半から末      |                                                                           |
| 森将軍塚古墳               | 長野県千曲市                         | 前方後円墳                     |                      | 「天王日月」銘                                                            |
| 赤門上古墳                 | 静岡県浜松市                         | 前方後円墳                     | 古墳期前期           | 椿井大塚山古墳、佐味田宝塚古墳の同笵鏡                                    |
| 新豊院山2号墳              | 静岡県磐田市                         | 前方後円墳                     | 3世紀末から4世紀前半 | 四神四獣鏡                                                                |
| 松林山古墳                 | 静岡県磐田市                         | 前方後円墳                     | 4世紀後半            | 二神二獣鏡                                                                |
| 寺谷銚子塚古墳             | 静岡県磐田市                         | 前方後円墳                     | 4世紀後半            | 三神三獣鏡                                                                |
| 連福寺山古墳               | 静岡県磐田市                         | 前方後円墳                     | 4世紀後半            | 三神五獣鏡                                                                |
| 上平川大塚古墳             | 静岡県菊川市                         | 前方後円墳                     | 4世紀後半            | 「天王日月」銘1面、ほか2面出土                                            |
| 午王堂山3号墳              | 静岡県静岡市                         | 前方後方墳                     | 4世紀中頃            | 四神四獣鏡                                                                |
| 奥津社古墳                 | 愛知県愛西市                         | 円墳                           |                      | 墳頂にある奥津社が3面を所蔵、椿井大塚山古墳の同笵鏡                       |
| 東之宮古墳                 | 愛知県犬山市                         | 前方後方墳                     |                      | 国の史跡、4面出土                                                         |
| 兜山古墳                   | 愛知県東海市                         | 円墳                           |                      | 三神三獣鏡                                                                |
| 白山薮古墳                 | 愛知県名古屋市                       |                                | 5世紀後半            |                                                                           |
| 甲屋敷古墳                 | 愛知県小牧市                         |                                | 3世紀末から4世紀     |                                                                           |
| 甲屋敷2号墳（消滅）        | 愛知県小牧市                         |                                |                      | 三神三獣鏡                                                                |
| 天王山古墳（消滅）         | 愛知県小牧市                         |                                |                      | 三神三獣鏡                                                                |
| 宇都宮神社古墳             | 愛知県小牧市                         | 前方後方墳                     | 3世紀末から4世紀     | 三神三獣鏡                                                                |
| 円満寺古墳                 | 岐阜県海津市南濃町                   | 前方後円墳                     | 4世紀中頃            |                                                                           |
| 一輪山古墳                 | 岐阜県各務原市鵜沼西町               | 円墳                           |                      |                                                                           |
| 花岡山古墳                 | 岐阜県大垣市                         | 前方後円墳                     | 4世紀中頃            |                                                                           |
| 長塚古墳                   | 岐阜県大垣市                         |                                |                      |                                                                           |
| 野中古墳                   | 岐阜県可児市中恵土                   |                                | 古墳時代前期II       |                                                                           |
| 龍門寺一号墳               | 岐阜県岐阜市長良真福竜門寺           |                                |                      |                                                                           |
| 近畿地方                   |                                      |                                |                      |                                                                           |
| 雪野山古墳                 | 滋賀県東近江市                       | 前方後円墳                     |                      | 椿井大塚山古墳の同范鏡                                                    |
| 織部古墳                   | 滋賀県大津市                         | 円墳                           | 古墳時代前期         | 北山古墳(京都)、湯迫車塚古墳(岡山)の同范鏡                                |
| 温江丸山古墳               | 京都府与謝郡与謝野町                 |                                |                      |                                                                           |
| 久津川車塚古墳             | 京都府城陽市                         | 前方後円墳                     | 5世紀前葉            | 平川古墳群                                                                |
| 椿井大塚山古墳             | 京都府木津川市                       | 前方後円墳                     | 前期                 | 36面以上出土                                                              |
| 闘鶏山古墳                 | 大阪府高槻市                         | 前方後円墳                     | 4世紀前半            | 三島古墳群。ファイバースコープの調査により未盗掘の竪穴式石槨内に2面を確認 |
| 黒塚古墳                   | 奈良県天理市                         | 前方後円墳                     |                      | 33面出土、椿井大塚山古墳と同笵鏡                                          |
| 桜井茶臼山古墳             | 奈良県桜井市                         | 前方後円墳                     | 前期                 |                                                                           |
| 鴨都波1号墳                | 奈良県御所市柳田町                   | 方墳                           |                      | 棺外から3三面出土                                                         |
| 佐味田宝塚古墳             | 奈良県北葛城郡河合町大字佐味田字貝吹 | 前方後円墳                     | 古墳時代前期         | 墳頂で鏡片を採集、ほかに仿製鏡の家屋文鏡を出土                            |
| 新山古墳                   | 奈良県北葛城郡広陵町                 | 前方後円墳                     | 6世紀後半            | 大塚陵墓参考地、9面が出土                                                 |
| 西求女塚古墳               | 兵庫県神戸市灘区                     | 前方後方墳                     |                      |                                                                           |
| ヘボソ塚古墳               | 兵庫県神戸市東灘区                   | 前方後円墳                     |                      | 2面出土                                                                   |
| 東求女塚古墳               | 兵庫県神戸市東灘区                   | 前方後円墳                     | 前期                 | 4面出土                                                                   |
| コヤダニ古墳               | 兵庫県洲本市                         |                                |                      |                                                                           |
| 吉島古墳                   | 兵庫県たつの市                       | 前方後円墳                     |                      | 銅鏡6面のうち4面を出土、椿井大塚山古墳などの同笵鏡                        |
| 森尾古墳                   | 兵庫県豊岡市森尾字市尾               |                                |                      | 「正始元年」銘鏡                                                          |
| 中国地方                   |                                      |                                |                      |                                                                           |
| 備前車塚古墳               | 岡山県岡山市                         | 前方後方墳                     |                      | 銅鏡13面のうち11面を出土                                                  |
| 鶴山丸山古墳               | [岡山県備前市                        | 円墳                           |                      | 銅鏡30面のうち1面を出土                                                   |
| 白鳥古墳                   | 広島県東広島市高屋町                 |                                |                      |                                                                           |
| 潮崎山古墳                 | 広島県福山市新市町                   |                                |                      |                                                                           |
| 中小田1号墳                | 広島県広島市東区                     |                                |                      | 椿井大塚山古墳の同笵鏡                                                    |
| 神原神社古墳               | 島根県雲南市加茂町                   |                                |                      | 「景初三年」銘                                                            |
| 竹島御家老屋敷古墳         | 山口県周南市                         |                                |                      | 「正始元年」銘鏡                                                          |
| 四国地方                   |                                      |                                |                      |                                                                           |
| 奥三号墳                   | 香川県さぬき市寒川町                 | 前方後円墳                     | 前期古墳期前半       |                                                                           |
| 西山古墳                   | 香川県さぬき市鴨部西山               | 前方後円墳                     | 前期古墳期前半       |                                                                           |
| 宮谷古墳                   | 徳島県徳島市国府町                   | 前方後円墳                     | 3世紀末から4世紀初頭 |                                                                           |
| 九州地方                   |                                      |                                |                      |                                                                           |
| 那珂八幡古墳               | 福岡県福岡市博多区                   | 前方後円墳                     | 3世紀中葉            | 三角縁五神四獣鏡                                                          |
| 石塚山古墳                 | 福岡県京都郡苅田町                   | 前方後円墳                     | 3世紀後半            | 椿井大塚山古墳と同笵鏡、7面が出土                                         |
| 一貴山銚子塚古墳           | 福岡県糸島市                         | 前方後円墳                     | 4世紀後半            | 日本製の三角縁神獣鏡8面出土                                               |
| 岩上祭祀遺構               | 福岡県宗像市沖ノ島                   |                                | 4世紀後半から5世紀   | 古代祭祀遺構であり古墳ではない                                            |
| 赤塚古墳                   | 大分県宇佐市宇佐風土記の丘           | 前方後円墳                     | 3世紀末              | 川部・高森古墳群。九州最古古墳、5面出土                                   |
| 伝持田古墳群               | 宮崎県児湯郡高鍋町持田               |                                |                      | 「天王日月」銘。椿井大塚山古墳の同范鏡                                    |
| 持田旧48号墳               | 宮崎県児湯郡高鍋町持田               | 円墳                           |                      | 持田古墳群。前橋天神山古墳の同范鏡。古墳群は昭和初期に深刻な盗掘。        |